# Az Amerikai Egyesült Államok a 2014. évi téli olimpiai játékokon

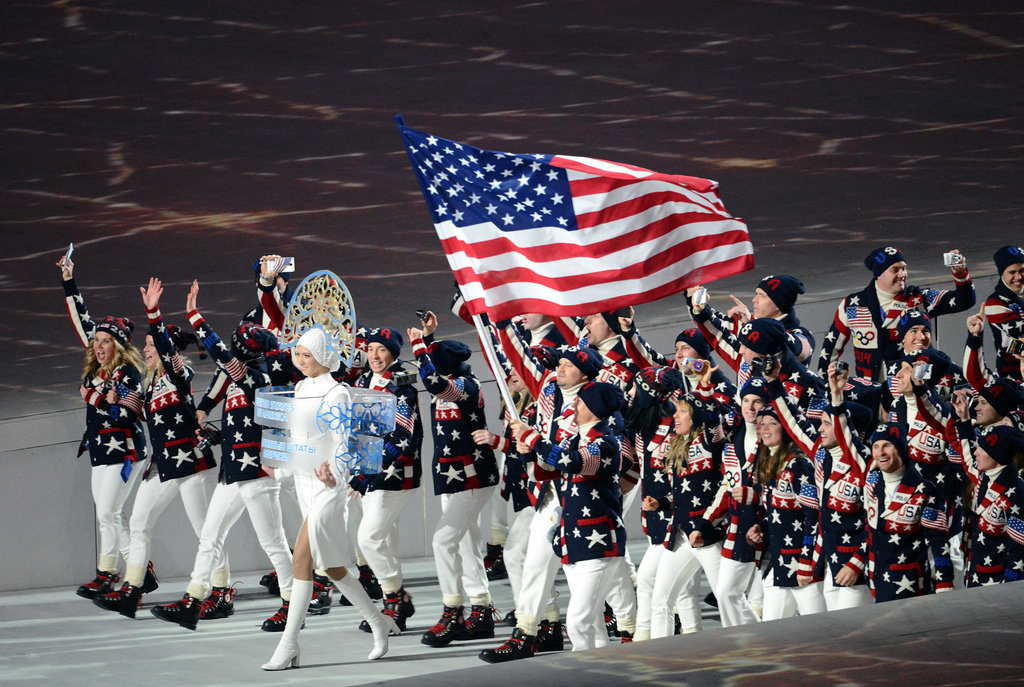
Az Amerikai Egyesült Államok olimpiai küldöttsége a megnyitón

Az Amerikai Egyesült Államok az oroszországi Szocsiban megrendezett 2014. évi téli olimpiai játékok egyik részt vevő nemzete volt. Az országot az olimpián 15 sportágban 230 sportoló képviselte, akik összesen 28 érmet szereztek.

## Érmesek
| Érem  | Versenyző | Sportág                    | Versenyszám                  |
| ----- | --- | -------------------------- | ---------------------------- |
| Arany | Ted Ligety | Alpesisí                   | Férfi óriás-műlesiklás       |
| Arany | Mikaela Shiffrin | Alpesisí                   | Női műlesiklás               |
| Arany | Meryl Davis Charlie White | Műkorcsolya                | Jégtánc                      |
| Arany | David Wise | Síakrobatika               | Férfi félcső                 |
| Arany | Joss Christensen | Síakrobatika               | Férfi slopestyle             |
| Arany | Maddie Bowman | Síakrobatika               | Női félcső                   |
| Arany | Kaitlyn Farrington | Snowboard                  | Női halfpipe                 |
| Arany | Sage Kotsenburg | Snowboard                  | Férfi slopestyle             |
| Arany | Jamie Anderson | Snowboard                  | Női slopestyle               |
| Ezüst | Andrew Weibrecht | Alpesisí                   | Férfi szuperóriás-műlesiklás |
| Ezüst | Steven Holcomb Steven Langton | Bob                        | Férfi kettes                 |
| Ezüst | Christopher Fogt Steven Holcomb Steven Langton Curtis Tomasevicz | Bob                        | Férfi négyes                 |
| Ezüst | Elana Meyers Lauryn Williams | Bob                        | Női kettes                   |
| Ezüst | Nemzeti válogatott Kacey Bellamy Megan Bozek Alexandra Carpenter Julie Chu Kendall Coyne Brianna Decker Meghan Duggan Lyndsey Fry Amanda Kessel Hilary Knight Jocelyne Lamoureux Monique Lamoureux-Kolls Gisele Marvin Brianne McLaughlin Michelle Picard Josephine Pucci Molly Schaus Anne Schleper Kelli Stack Lee Stecklein Jessie Vetter | Jégkorong                  | Női                          |
| Ezüst | Eduardo Alvarez J. R. Celski Christopher Creveling Jordan Malone | Rövidpályás gyorskorcsolya | Férfi 5000 m váltó           |
| Ezüst | Gus Kenworthy | Síakrobatika               | Férfi slopestyle             |
| Ezüst | Devin Logan | Síakrobatika               | Női slopestyle               |
| Ezüst | Noelle Pikus-Pace | Szkeleton                  | Női                          |
| Bronz | Bode Miller | Alpesisí                   | Férfi szuperóriás-műlesiklás |
| Bronz | Julia Mancuso | Alpesisí                   | Női összetett                |
| Bronz | Jamie Greubel Aja Evans | Bob                        | Női kettes                   |
| Bronz | Jeremy Abbott Jason Brown Marissa Castelli Meryl Davis Gracie Gold Simon Shnapir Ashley Wagner Charlie White | Műkorcsolya                | Csapat                       |
| Bronz | Nick Goepper | Síakrobatika               | Férfi slopestyle             |
| Bronz | Hannah Kearney | Síakrobatika               | Női mogul                    |
| Bronz | Kelly Clark | Snowboard                  | Női halfpipe                 |
| Bronz | Alex Deibold | Snowboard                  | Férfi snowboard cross        |
| Bronz | Erin Hamlin | Szánkó                     | Női egyes                    |
| Bronz | Matthew Antoine | Szkeleton                  | Férfi                        |

## Alpesisí
Férfi
| Versenyző        | Versenyszám            | 1. futam      | 1. futam      | 2. futam      | 2. futam      | Összesítés | Összesítés |
| Versenyző        | Versenyszám            | Idő           | Hely.         | Idő           | Hely.         | Idő        | Helyezés   |
| ---------------- | ---------------------- | ------------- | ------------- | ------------- | ------------- | ---------- | ---------- |
| Travis Ganong    | Lesiklás               |               |               |               |               | 2:06,64    | 5.         |
| Travis Ganong    | Szuperóriás-műlesiklás |               |               |               |               | 1:20,02    | 23.        |
| Bode Miller      | Lesiklás               |               |               |               |               | 2:06,75    | 8.         |
| Bode Miller      | Óriás-műlesiklás       | 1:23,64       | 26.           | 1:24,18       | 13.           | 2:47,82    | 20.        |
| Bode Miller      | Szuperóriás-műlesiklás |               |               |               |               | 1:18,67    | *          |
| Steven Nyman     | Lesiklás               |               |               |               |               | 2:09,15    | 27.        |
| Marco Sullivan   | Lesiklás               |               |               |               |               | 2:10,10    | 30.        |
| Andrew Weibrecht | Szuperóriás-műlesiklás |               |               |               |               | 1:18,44    |            |
| Nolan Kasper     | Műlesiklás             | 48,70         | 18.           | 55,52         | 10.           | 1:44,22    | 13.        |
| David Chodounsky | Műlesiklás             | nem ért célba | nem ért célba | kiesett       | kiesett       | kiesett    | kiesett    |
| Ted Ligety       | Műlesiklás             | 47,56         | 6.            | nem ért célba | nem ért célba | kiesett    | kiesett    |
| Ted Ligety       | Óriás-műlesiklás       | 1:21,08       | 1.            | 1:24,21       | 14.           | 2:45,29    |            |
| Ted Ligety       | Szuperóriás-műlesiklás |               |               |               |               | 1:19,48    | 14.        |
| Tim Jitloff      | Óriás-műlesiklás       | 1:23,23       | 21.           | 1:23,90       | 8.            | 2:47,13    | 15.        |
| Jared Goldberg   | Óriás-műlesiklás       | 1:23,66       | 27.           | 1:23,82       | 6.            | 2:47,48    | 19.        |

| Versenyző        | Versenyszám | Lesiklás | Lesiklás | Műlesiklás    | Műlesiklás    | Összesítés | Összesítés |
| Versenyző        | Versenyszám | Idő      | Hely.    | Idő           | Hely.         | Idő        | Helyezés   |
| ---------------- | ----------- | -------- | -------- | ------------- | ------------- | ---------- | ---------- |
| Bode Miller      | Összetett   | 1:54,67  | 12.      | 51,93         | 7.            | 2:46,60    | 6.         |
| Jared Goldberg   | Összetett   | 1:54,90  | 15.      | 52,39         | 10.           | 2:47,29    | 11.        |
| Ted Ligety       | Összetett   | 1:55,17  | 18.      | 52,22         | 8.            | 2:47,39    | 12.        |
| Andrew Weibrecht | Összetett   | 1:55,33  | 20.      | nem ért célba | nem ért célba | kiesett    | kiesett    |

Női
| Versenyző        | Versenyszám            | 1. futam      | 1. futam      | 2. futam      | 2. futam      | Összesítés    | Összesítés    |
| Versenyző        | Versenyszám            | Idő           | Hely.         | Idő           | Hely.         | Idő           | Helyezés      |
| ---------------- | ---------------------- | ------------- | ------------- | ------------- | ------------- | ------------- | ------------- |
| Julia Mancuso    | Lesiklás               |               |               |               |               | 1:42,56       | 8.            |
| Julia Mancuso    | Óriás-műlesiklás       | nem ért célba | nem ért célba | kiesett       | kiesett       | kiesett       | kiesett       |
| Julia Mancuso    | Szuperóriás-műlesiklás |               |               |               |               | 1:27,04       | 8.            |
| Laurenne Ross    | Lesiklás               |               |               |               |               | 1:42,68       | 11.           |
| Laurenne Ross    | Szuperóriás-műlesiklás |               |               |               |               | nem ért célba | nem ért célba |
| Stacey Cook      | Lesiklás               |               |               |               |               | 1:43,05       | 17.           |
| Stacey Cook      | Szuperóriás-műlesiklás |               |               |               |               | nem ért célba | nem ért célba |
| Jacqueline Wiles | Lesiklás               |               |               |               |               | 1:44,35       | 26.           |
| Leanne Smith     | Szuperóriás-műlesiklás |               |               |               |               | 1:28,38       | 18.           |
| Julia Ford       | Műlesiklás             | 58,88         | 30.           | 53,99         | 24.           | 1:52,87       | 24.           |
| Mikaela Shiffrin | Műlesiklás             | 52,62         | 1.            | 51,92         | 6.            | 1:44,54       |               |
| Mikaela Shiffrin | Óriás-műlesiklás       | 1:18,79       | 5.            | 1:18,58       | 6.            | 2:37,37       | 5.            |
| Resi Stiegler    | Műlesiklás             | 56,81         | 20.           | nem ért célba | nem ért célba | kiesett       | kiesett       |
| Resi Stiegler    | Óriás-műlesiklás       | 1:22,69       | 32.           | 1:21,38       | 29.           | 2:44,07       | 29.           |
| Megan McJames    | Műlesiklás             | nem ért célba | nem ért célba | kiesett       | kiesett       | kiesett       | kiesett       |
| Megan McJames    | Óriás-műlesiklás       | 1:22,77       | 33.           | 1:21,60       | 30.           | 2:44,37       | 30.           |

| Versenyző     | Versenyszám | Lesiklás      | Lesiklás      | Műlesiklás    | Műlesiklás    | Összesítés | Összesítés |
| Versenyző     | Versenyszám | Idő           | Hely.         | Idő           | Hely.         | Idő        | Helyezés   |
| ------------- | ----------- | ------------- | ------------- | ------------- | ------------- | ---------- | ---------- |
| Laurenne Ross | Összetett   | nem ért célba | nem ért célba | kiesett       | kiesett       | kiesett    | kiesett    |
| Julia Mancuso | Összetett   | 1:42,68       | 1.            | 52,47         | 13.           | 2:35,15    |            |
| Leanne Smith  | Összetett   | 1:45,06       | 20.           | nem ért célba | nem ért célba | kiesett    | kiesett    |
| Stacey Cook   | Összetett   | nem ért célba | nem ért célba | kiesett       | kiesett       | kiesett    | kiesett    |

* - egy másik versenyzővel azonos eredményt ért el

## Biatlon
Férfi
| Versenyző                                                | Versenyszám            | Időeredmény | Lövőhiba    | Helyezés |
| -------------------------------------------------------- | ---------------------- | ----------- | ----------- | -------- |
| Timothy Burke                                            | 10 km sprint           | 25:23,3     | 1 (0+1)     | 19.      |
| Timothy Burke                                            | 12,5 km üldözőverseny  | 35:37,0     | 2 (1+0+0+1) | 22.      |
| Timothy Burke                                            | 15 km tömegrajtos      | 44:55,9     | 4 (2+0+2+0) | 21.      |
| Timothy Burke                                            | 20 km egyéni indításos | 54:21,2     | 4 (0+2+0+2) | 44.      |
| Lowell Bailey                                            | 10 km sprint           | 26:04,1     | 2 (1+1)     | 35.      |
| Lowell Bailey                                            | 12,5 km üldözőverseny  | 36:34,8     | 3 (0+1+1+1) | 38.      |
| Lowell Bailey                                            | 15 km tömegrajtos      | 45:19,2     | 5 (2+1+1+1) | 23.      |
| Lowell Bailey                                            | 20 km egyéni indításos | 50:57,4     | 1 (0+1+0+0) | 8.       |
| Leif Nordgren                                            | 10 km sprint           | 26:17,4     | 0 (0+0)     | 45.      |
| Leif Nordgren                                            | 12,5 km üldözőverseny  | 39:31,4     | 7 (3+2+1+1) | 53.      |
| Leif Nordgren                                            | 20 km egyéni indításos | 58:47,6     | 6 (1+0+5+0) | 83.      |
| Russell Currier                                          | 10 km sprint           | 26:58,5     | 4 (4+0)     | 61.      |
| Russell Currier                                          | 20 km egyéni indításos | 55:07,5     | 4 (2+2+0+0) | 50.      |
| Lowell Bailey Russell Currier Sean Doherty Leif Nordgren | 4 × 7,5 km váltó       | 1:17:39,1   | 3+12        | 16.      |

Női
| Versenyző                                                        | Versenyszám            | Időeredmény | Lövőhiba    | Helyezés |
| ---------------------------------------------------------------- | ---------------------- | ----------- | ----------- | -------- |
| Susan Dunklee                                                    | 7,5 km sprint          | 21:48,3     | 1 (0+1)     | 14.      |
| Susan Dunklee                                                    | 10 km üldözőverseny    | 31:11,6     | 4 (0+1+0+3) | 18.      |
| Susan Dunklee                                                    | 12,5 km tömegrajtos    | 36:57,9     | 3 (0+1+1+1) | 11.      |
| Susan Dunklee                                                    | 15 km egyéni indításos | 48:54,1     | 5 (1+1+2+1) | 34.      |
| Sara Studebaker                                                  | 7,5 km sprint          | 22:59,5     | 1 (1+0)     | 44.      |
| Sara Studebaker                                                  | 10 km üldözőverseny    | 35:00,0     | 5 (3+1+0+1) | 51.      |
| Sara Studebaker                                                  | 15 km egyéni indításos | 50:53,4     | 4 (2+1+1+0) | 55.      |
| Annelies Cook                                                    | 7,5 km sprint          | 23:23,4     | 2 (0+2)     | 53.      |
| Annelies Cook                                                    | 10 km üldözőverseny    | 36:20,9     | 5 (2+1+1+1) | 54.      |
| Hannah Dreissigacker                                             | 7,5 km sprint          | 23:55,0     | 4 (1+3)     | 65.      |
| Hannah Dreissigacker                                             | 15 km egyéni indításos | 47:51,7     | 2 (1+0+0+1) | 23.      |
| Lanny Barnes                                                     | 15 km egyéni indításos | 53:02,2     | 3 (1+0+1+1) | 64.      |
| Susan Dunklee Hannah Dreissigacker Sara Studebaker Annelies Cook | 4 × 6 km váltó         | 1:12:14,2   | 0+13        | 7.       |

Vegyes
| Versenyző                                                      | Versenyszám  | Időeredmény | Lövőhiba | Helyezés |
| -------------------------------------------------------------- | ------------ | ----------- | -------- | -------- |
| Susan Dunklee Hannah Dreissigacker Timothy Burke Lowell Bailey | Vegyes váltó | 1:12:20,1   | 1+13     | 8.       |

## Bob
Férfi
| Versenyző                                                         | Versenyszám | 1. futam | 1. futam | 2. futam | 2. futam | 3. futam | 3. futam | 4. futam | 4. futam | Összesítés | Összesítés |
| Versenyző                                                         | Versenyszám | Idő      | Hely.    | Idő      | Hely.    | Idő      | Hely.    | Idő      | Hely.    | Idő        | Helyezés   |
| ----------------------------------------------------------------- | ----------- | -------- | -------- | -------- | -------- | -------- | -------- | -------- | -------- | ---------- | ---------- |
| Cory Butner* Christopher Fogt                                     | Kettes      | 56,45    | 3.       | 57,11    | 16.      | 56,77    | =11.     | 56,86    | 12.      | 3:47,19    | 10.        |
| Nick Cunningham* Dallas Robinson                                  | Kettes      | 56,73    | 12.      | 57,07    | 15.      | 56,98    | 14.      | 56,91    | 13.      | 3:47,69    | 11.        |
| Steven Holcomb* Steven Langton                                    | Kettes      | 56,34    | 2.       | 56,84    | 8.       | 56,41    | 3.       | 56,68    | 4.       | 3:46,27    |            |
| Christopher Fogt Steven Holcomb* Steven Langton Curtis Tomasevicz | Négyes      | 54,89    | 3.       | 55,47    | =9.      | 55,30    | 4.       | 55,33    | 4.       | 3:40,99    |            |
| Nick Cunningham* Justin Olsen Johnny Quinn Dallas Robinson        | Négyes      | 55,61    | 14.      | 55,48    | 12.      | 55,97    | =17.     | 55,64    | 11.      | 3:42,70    | 10.        |

Női
| Versenyző                     | Versenyszám | 1. futam | 1. futam | 2. futam | 2. futam | 3. futam | 3. futam | 4. futam | 4. futam | Összesítés | Összesítés |
| Versenyző                     | Versenyszám | Idő      | Hely.    | Idő      | Hely.    | Idő      | Hely.    | Idő      | Hely.    | Idő        | Helyezés   |
| ----------------------------- | ----------- | -------- | -------- | -------- | -------- | -------- | -------- | -------- | -------- | ---------- | ---------- |
| Elana Meyers* Lauryn Williams | Kettes      | 57,26    | 1.       | 57,63    | 1.       | 57,69    | 2.       | 58,13    | =3.      | 3:50,71    |            |
| Jamie Greubel* Aja Evans      | Kettes      | 57,45    | 3.       | 58,00    | 3.       | 58,00    | 3.       | 58,16    | 5.       | 3:51,61    |            |
| Jazmine Fenlator* Lolo Jones  | Kettes      | 58,27    | 11.      | 58,46    | 12.      | 58,50    | 10.      | 58,74    | =12.     | 3:53,97    | 11.        |

* – a bob vezetője

## Curling

### Férfi
- John Shuster
- Jeff Isaacson
- Jared Zezel
- John Landsteiner
- Craig Brown

Csoportkör
| Nemzet           | Skip           | Gy | V | P+ | P- | Gy end | V end | Üres endek | Saját rabolt endek | Lökés % |
| ---------------- | -------------- | -- | - | -- | -- | ------ | ----- | ---------- | ------------------ | ------- |
| Svédország       | Niklas Edin    | 8  | 1 | 60 | 44 | 38     | 30    | 18         | 8                  | 86%     |
| Kanada           | Brad Jacobs    | 7  | 2 | 69 | 53 | 39     | 36    | 14         | 7                  | 84%     |
| Kína             | Liu Rui        | 7  | 2 | 67 | 50 | 41     | 37    | 10         | 5                  | 85%     |
| Nagy-Britannia   | David Murdoch  | 5  | 4 | 51 | 49 | 37     | 35    | 15         | 7                  | 83%     |
| Norvégia         | Thomas Ulsrud  | 5  | 4 | 52 | 56 | 36     | 34    | 18         | 5                  | 86%     |
| Dánia            | Rasmus Stjerne | 4  | 5 | 54 | 61 | 32     | 37    | 16         | 4                  | 81%     |
| Oroszország      | Andrej Drozdov | 3  | 6 | 58 | 70 | 36     | 38    | 13         | 6                  | 77%     |
| Svájc            | Sven Michel    | 3  | 6 | 47 | 46 | 31     | 34    | 22         | 7                  | 82%     |
| Egyesült Államok | John Shuster   | 2  | 7 | 47 | 58 | 30     | 39    | 14         | 7                  | 79%     |
| Németország      | John Jahr      | 1  | 8 | 53 | 74 | 38     | 39    | 10         | 8                  | 75%     |

- Nagy-Britannia és Norvégia azonos győzelem-vereség aránnyal állt 9 mérkőzés után, emiatt a továbbjutásról közöttük egy újabb mérkőzés döntött, amelyet Nagy-Britannia nyert meg.

- február 10., 19:00 (16:00)

| Sheet A                    | 1 | 2 | 3 | 4 | 5 | 6 | 7 | 8 | 9 | 10 | VE |
| Egyesült Államok (Shuster) | 0 | 1 | 0 | 2 | 0 | 0 | 0 | 1 | 0 | X  | 4  |
| Norvégia (Ulsrud)          | 2 | 0 | 3 | 0 | 0 | 1 | 1 | 0 | 0 | X  | 7  |

- február 11., 14:00 (11:00)

| Sheet B                    | 1 | 2 | 3 | 4 | 5 | 6 | 7 | 8 | 9 | 10 | VE |
| Egyesült Államok (Shuster) | 0 | 1 | 0 | 2 | 0 | 1 | 0 | 0 | X | X  | 4  |
| Kína (Liu)                 | 1 | 0 | 3 | 0 | 2 | 0 | 1 | 2 | X | X  | 9  |

- február 12., 9:00 (6:00)

| Sheet A                    | 1 | 2 | 3 | 4 | 5 | 6 | 7 | 8 | 9 | 10 | VE |
| Dánia (Stjerne)            | 3 | 0 | 0 | 0 | 0 | 0 | 0 | 0 | 2 | 0  | 5  |
| Egyesült Államok (Shuster) | 0 | 2 | 1 | 2 | 1 | 0 | 0 | 1 | 0 | 2  | 9  |

- február 13., 14:00 (11:00)

| Sheet D                    | 1 | 2 | 3 | 4 | 5 | 6 | 7 | 8 | 9 | 10 | VE |
| Nagy-Britannia (Murdoch)   | 1 | 0 | 2 | 0 | 1 | 0 | 0 | 1 | 0 | X  | 5  |
| Egyesült Államok (Shuster) | 0 | 0 | 0 | 1 | 0 | 0 | 1 | 0 | 1 | X  | 3  |

- február 14., 9:00 (6:00)

| Sheet C                    | 1 | 2 | 3 | 4 | 5 | 6 | 7 | 8 | 9 | 10 | VE |
| Egyesült Államok (Shuster) | 0 | 0 | 4 | 0 | 0 | 0 | 4 | 0 | 0 | X  | 8  |
| Németország (Jahr)         | 0 | 1 | 0 | 1 | 0 | 1 | 0 | 1 | 1 | X  | 5  |

- február 14., 19:00 (16:00)

| Sheet B                    | 1 | 2 | 3 | 4 | 5 | 6 | 7 | 8 | 9 | 10 | VE |
| Oroszország (Drozdov)      | 0 | 2 | 1 | 0 | 2 | 0 | 0 | 0 | 1 | 1  | 7  |
| Egyesült Államok (Shuster) | 0 | 0 | 0 | 3 | 0 | 2 | 1 | 0 | 0 | 0  | 6  |

- február 16., 9:00 (6:00)

| Sheet A                    | 1 | 2 | 3 | 4 | 5 | 6 | 7 | 8 | 9 | 10 | VE |
| Egyesült Államok (Shuster) | 0 | 0 | 2 | 2 | 0 | 1 | 0 | 1 | 0 | 0  | 6  |
| Kanada (Jacobs)            | 2 | 1 | 0 | 0 | 2 | 0 | 0 | 0 | 2 | 1  | 8  |

- február 16., 19:00 (16:00)

| Sheet D                    | 1 | 2 | 3 | 4 | 5 | 6 | 7 | 8 | 9 | 10 | VE |
| Egyesült Államok (Shuster) | 0 | 0 | 0 | 2 | 0 | 0 | 1 | 0 | 1 | X  | 4  |
| Svédország (Edin)          | 0 | 3 | 0 | 0 | 1 | 1 | 0 | 1 | 0 | X  | 6  |

- február 17., 14:00 (11:00)

| Sheet C                    | 1 | 2 | 3 | 4 | 5 | 6 | 7 | 8 | 9 | 10 | VE |
| Svájc (Michel)             | 1 | 1 | 0 | 0 | 1 | 0 | 2 | 1 | 0 | X  | 6  |
| Egyesült Államok (Shuster) | 0 | 0 | 0 | 1 | 0 | 1 | 0 | 0 | 1 | X  | 3  |

| Csapat           | Helyezés |
| ---------------- | -------- |
| Egyesült Államok | 9.       |

### Női
- Erika Brown
- Debbie McCormick
- Jessica Schultz
- Ann Swisshelm
- Allison Pottinger

Csoportkör
| Nemzet           | Skip                   | Gy | V | P+ | P- | Gy end | V end | Üres endek | Saját rabolt endek | Lökés % |
| ---------------- | ---------------------- | -- | - | -- | -- | ------ | ----- | ---------- | ------------------ | ------- |
| Kanada           | Jennifer Jones         | 9  | 0 | 72 | 40 | 43     | 27    | 12         | 14                 | 86%     |
| Svédország       | Margaretha Sigfridsson | 7  | 2 | 58 | 52 | 37     | 35    | 13         | 7                  | 80%     |
| Svájc            | Mirjam Ott             | 5  | 4 | 63 | 60 | 37     | 38    | 13         | 7                  | 78%     |
| Nagy-Britannia   | Eve Muirhead           | 5  | 4 | 74 | 58 | 39     | 35    | 9          | 11                 | 80%     |
| Japán            | Ogaszavara Ajumi       | 4  | 5 | 59 | 67 | 39     | 41    | 4          | 10                 | 76%     |
| Dánia            | Lene Nielsen           | 4  | 5 | 57 | 56 | 34     | 40    | 12         | 9                  | 78%     |
| Kína             | Vang Ping-jü           | 4  | 5 | 58 | 62 | 36     | 38    | 10         | 4                  | 81%     |
| Dél-Korea        | Kim Ji-sun             | 3  | 6 | 60 | 65 | 35     | 37    | 10         | 6                  | 79%     |
| Oroszország      | Anna Szidorova         | 3  | 6 | 48 | 56 | 33     | 35    | 19         | 6                  | 82%     |
| Egyesült Államok | Erika Brown            | 1  | 8 | 42 | 75 | 33     | 40    | 8          | 5                  | 76%     |

- február 10., 14:00 (11:00)

| Sheet B                  | 1 | 2 | 3 | 4 | 5 | 6 | 7 | 8 | 9 | 10 | VE |
| Svájc (Ott)              | 0 | 0 | 0 | 3 | 2 | 0 | 0 | 2 | 0 | X  | 7  |
| Egyesült Államok (Brown) | 1 | 0 | 1 | 0 | 0 | 1 | 0 | 0 | 1 | X  | 4  |

- február 11., 9:00 (6:00)

| Sheet C                  | 1 | 2 | 3 | 4 | 5 | 6 | 7 | 8 | 9 | 10 | VE |
| Oroszország (Szidorova)  | 0 | 1 | 0 | 2 | 2 | 0 | 2 | 0 | 2 | X  | 9  |
| Egyesült Államok (Brown) | 1 | 0 | 3 | 0 | 0 | 1 | 0 | 1 | 0 | X  | 6  |

- február 11., 19:00 (16:00)

| Sheet A                   | 1 | 2 | 3 | 4 | 5 | 6 | 7 | 8 | 9 | 10 | VE |
| Nagy-Britannia (Muirhead) | 1 | 1 | 0 | 7 | 0 | 3 | X | X | X | X  | 12 |
| Egyesült Államok (Brown)  | 0 | 0 | 1 | 0 | 2 | 0 | X | X | X | X  | 3  |

- február 12., 14:00 (11:00)

| Sheet B                  | 1 | 2 | 3 | 4 | 5 | 6 | 7 | 8 | 9 | 10 | VE |
| Egyesült Államok (Brown) | 1 | 0 | 1 | 0 | 0 | 1 | 0 | 0 | 1 | 0  | 4  |
| Kína (Wang)              | 0 | 1 | 0 | 0 | 2 | 0 | 0 | 2 | 0 | 2  | 7  |

- február 13., 19:00 (16:00)

| Sheet D                  | 1 | 2 | 3 | 4 | 5 | 6 | 7 | 8 | 9 | 10 | VE |
| Japán (Ogaszavara)       | 0 | 2 | 0 | 0 | 1 | 0 | 1 | 0 | 2 | 0  | 6  |
| Egyesült Államok (Brown) | 1 | 0 | 1 | 2 | 0 | 1 | 0 | 2 | 0 | 1  | 8  |

- február 14., 14:00 (11:00)

| Sheet C                  | 1 | 2 | 3 | 4 | 5 | 6 | 7 | 8 | 9 | 10 | VE |
| Egyesült Államok (Brown) | 0 | 0 | 1 | 0 | 1 | 0 | 0 | 0 | X | X  | 2  |
| Dánia (Nielsen)          | 0 | 2 | 0 | 2 | 0 | 2 | 2 | 1 | X | X  | 9  |

- február 15., 19:00 (16:00)

| Sheet A                  | 1 | 2 | 3 | 4 | 5 | 6 | 7 | 8 | 9 | 10 | VE |
| Egyesült Államok (Brown) | 1 | 0 | 1 | 0 | 2 | 0 | 0 | 2 | 0 | 0  | 6  |
| Svédország (Sigfridsson) | 0 | 1 | 0 | 2 | 0 | 2 | 0 | 0 | 0 | 2  | 7  |

- február 16., 14:00 (11:00)

| Sheet D                  | 1 | 2 | 3 | 4 | 5 | 6 | 7 | 8 | 9 | 10 | 11 | VE |
| Egyesült Államok (Brown) | 0 | 0 | 3 | 0 | 1 | 0 | 0 | 1 | 0 | 1  | 0  | 6  |
| Kanada (Jones)           | 2 | 1 | 0 | 1 | 0 | 1 | 1 | 0 | 0 | 0  | 1  | 7  |

- február 17., 9:00 (6:00)

| Sheet B                  | 1 | 2 | 3 | 4 | 5 | 6 | 7 | 8 | 9 | 10 | VE |
| Dél-Korea (Kim)          | 4 | 1 | 0 | 2 | 2 | 0 | 2 | X | X | X  | 11 |
| Egyesült Államok (Brown) | 0 | 0 | 1 | 0 | 0 | 1 | 0 | X | X | X  | 2  |

| Csapat           | Helyezés |
| ---------------- | -------- |
| Egyesült Államok | 10.      |

## Északi összetett
| Versenyző                                               | Versenyszám        | Síugrás | Síugrás | Síugrás | Síugrás    | Sífutás    | Összesítés | Összesítés |
| Versenyző                                               | Versenyszám        | Táv     | Pont    | Hely.   | Időhátrány | Idő        | Idő        | Helyezés   |
| ------------------------------------------------------- | ------------------ | ------- | ------- | ------- | ---------- | ---------- | ---------- | ---------- |
| Bill Demong                                             | Normálsánc + 10 km | 92,5    | 108,2   | =31.    | +1:33      | 24:06,8    | 25:39,8    | 24.        |
| Bill Demong                                             | Nagysánc + 10 km   | 116,5   | 94,5    | 38.     | +2:18      | 23:23,3    | 25:41,3    | 31.        |
| Bryan Fletcher                                          | Normálsánc + 10 km | 90,5    | 105,6   | 41.     | +1:44      | 24:01,7    | 25:45,7    | 26.        |
| Bryan Fletcher                                          | Nagysánc + 10 km   | 121,5   | 99,3    | 27,1.   | +1:59      | 22:53,3    | 24:52,3    | 22.        |
| Taylor Fletcher                                         | Normálsánc + 10 km | 85,5    | 92,9    | 46.     | +2:34      | 23:48,9    | 26:22,9    | 33.        |
| Taylor Fletcher                                         | Nagysánc + 10 km   | 115,5   | 95,8    | 35.     | +2:13      | 22:31,6    | 24:44,6    | 20.        |
| Todd Lodwick                                            | Normálsánc + 10 km | 92,5    | 108,0   | 34.     | +1:34      | nem indult | –          | –          |
| Todd Lodwick                                            | Nagysánc + 10 km   | 126,0   | 98,8    | 30.     | +2:01      | nem indult | –          | –          |
| Todd Lodwick Taylor Fletcher Bill Demong Bryan Fletcher | Csapat             | –       | 397,6   | 8.      | +1:52      | 47:43,1    | 49:35,1    | 6.         |

## Gyorskorcsolya
Férfi
| Versenyző         | Versenyszám | 1. futam | 1. futam | 2. futam   | 2. futam   | Eredmény | Helyezés |
| Versenyző         | Versenyszám | Idő      | Hely.    | Idő        | Hely.      | Eredmény | Helyezés |
| ----------------- | ----------- | -------- | -------- | ---------- | ---------- | -------- | -------- |
| Shani Davis       | 500 m       | 35,39    | 22.      | 35,59      | 28.        | 70,98    | 24.      |
| Shani Davis       | 1000 m      |          |          |            |            | 1:09,12  | 8.       |
| Shani Davis       | 1500 m      |          |          |            |            | 1:45,98  | 11.      |
| Tucker Fredricks  | 500 m       | 35,27    | 18.      | 35,72      | 37.        | 70,99    | 26.      |
| Brian Hansen      | 500 m       | 35,64    | 33.      | nem indult | nem indult | kiesett  | kiesett  |
| Brian Hansen      | 1000 m      |          |          |            |            | 1:09,21  | 9.       |
| Brian Hansen      | 1500 m      |          |          |            |            | 1:45,59  | 7.       |
| Mitchell Whitmore | 500 m       | 35,34    | 20.      | 35,71      | 35.        | 71,05    | 27.      |
| Jonathan Garcia   | 1000 m      |          |          |            |            | 1:10,74  | 28.      |
| Joey Mantia       | 1000 m      |          |          |            |            | 1:09,72  | 15.      |
| Joey Mantia       | 1500 m      |          |          |            |            | 1:48,01  | 22.      |
| Jonathan Kuck     | 1500 m      |          |          |            |            | 1:50,19  | 37.      |
| Jonathan Kuck     | 5000 m      |          |          |            |            | 6:31,53  | 19.      |
| Patrick Meek      | 10 000 m    |          |          |            |            | 13:28,72 | 11.      |
| Patrick Meek      | 5000 m      |          |          |            |            | 6:32,94  | 20.      |
| Emery Lehman      | 5000 m      |          |          |            |            | 6:29,94  | 16.      |
| Emery Lehman      | 10 000 m    |          |          |            |            | 13:28,67 | 10.      |

Női
| Versenyző          | Versenyszám | 1. futam | 1. futam | 2. futam | 2. futam | Eredmény | Helyezés |
| Versenyző          | Versenyszám | Idő      | Hely.    | Idő      | Hely.    | Eredmény | Helyezés |
| ------------------ | ----------- | -------- | -------- | -------- | -------- | -------- | -------- |
| Brittany Bowe      | 500 m       | 38,81    | 17.      | 38,37    | 10.      | 77,19    | 13.      |
| Brittany Bowe      | 1000 m      |          |          |          |          | 1:15,47  | 8.       |
| Brittany Bowe      | 1500 m      |          |          |          |          | 1:58,31  | 14.      |
| Lauren Cholewinski | 500 m       | 38,54    | 12.      | 38,80    | 19.      | 77,35    | 15.      |
| Heather Richardson | 500 m       | 37,73    | 4.       | 38,02    | 8.       | 75,75    | 8.       |
| Heather Richardson | 1000 m      |          |          |          |          | 1:15,23  | 7.       |
| Heather Richardson | 1500 m      |          |          |          |          | 1:57,60  | 7.       |
| Kelly Gunther      | 1000 m      |          |          |          |          | 1:19,43  | 33.      |
| Sugar Todd         | 500 m       | 39,278   | 28.      | 39,25    | 28.      | 78,53    | 29.      |
| Sugar Todd         | 1000 m      |          |          |          |          | 1:19,13  | 32.      |
| Anna Ringsred      | 3000 m      |          |          |          |          | 4:21,51  | 26.      |
| Jilleanne Rookard  | 1500 m      |          |          |          |          | 1:59,15  | 18.      |
| Jilleanne Rookard  | 3000 m      |          |          |          |          | 4:10,01  | 10.      |
| Maria Lamb         | 5000 m      |          |          |          |          | 7:29,64  | 16.      |

Csapatverseny
| Versenyző                                                        | Versenyszám | Negyeddöntő                                                               | Negyeddöntő | Elődöntő     | Elődöntő  | Döntő | Döntő                                                                          | Döntő     | Helyezés |
| Versenyző                                                        | Versenyszám | Ellenfél Idő                                                              | Saját idő   | Ellenfél Idő | Saját idő | Típus | Ellenfél Idő                                                                   | Saját idő | Helyezés |
| ---------------------------------------------------------------- | ----------- | ------------------------------------------------------------------------- | ----------- | ------------ | --------- | ----- | ------------------------------------------------------------------------------ | --------- | -------- |
| Shani Davis Brian Hansen Jonathan Kuck Joey Mantia               | Férfi       | Kanada (CAN) · Mathieu Giroux · Lucas Makowsky · Denny Morrison · 3:43,30 | 3:46,82     |              |           | D     | Franciaország (FRA) · Alexis Contin · Ewen Fernandez · Benjamin Macé · 3:51,76 | 3:46,50   | 7.       |
| Brittany Bowe Kelly Gunther Heather Richardson Jilleanne Rookard | Női         | Hollandia (NED) · Jorien ter Mors · Lotte van Beek · Ireen Wüst · 2:58,61 | 3:02,21     |              |           | C     | Kanada (CAN) · Ivanie Blondin · Kali Christ · Brittany Schussler · 3:02,04     | 3:03,77   | 6.       |

## Jégkorong

### Férfi
| Amerikai nemzeti férfi jégkorongcsapat-játékoskeret | Amerikai nemzeti férfi jégkorongcsapat-játékoskeret | Amerikai nemzeti férfi jégkorongcsapat-játékoskeret | Amerikai nemzeti férfi jégkorongcsapat-játékoskeret | Amerikai nemzeti férfi jégkorongcsapat-játékoskeret | Amerikai nemzeti férfi jégkorongcsapat-játékoskeret | Amerikai nemzeti férfi jégkorongcsapat-játékoskeret |
| #                                                   | Név                                                 | Poszt                                               | Magasság                                            | Súly                                                | Kor                                                 | Klub                                                |
| --------------------------------------------------- | --------------------------------------------------- | --------------------------------------------------- | --------------------------------------------------- | --------------------------------------------------- | --------------------------------------------------- | --------------------------------------------------- |
|                                                     | Jimmy Howard                                        | K                                                   | 183 cm                                              | 99 kg                                               | 1984. március 26. (29 évesen)                       | Detroit Red Wings                                   |
|                                                     | Ryan Miller                                         | K                                                   | 188 cm                                              | 75 kg                                               | 1980. július 17. (33 évesen)                        | Buffalo Sabres                                      |
|                                                     | Jonathan Quick                                      | K                                                   | 185 cm                                              | 96 kg                                               | 1986. január 21. (28 évesen)                        | Los Angeles Kings                                   |
|                                                     | John Carlson                                        | V                                                   | 188 cm                                              | 97 kg                                               | 1990. január 10. (24 évesen)                        | Washington Capitals                                 |
|                                                     | Justin Faulk                                        | V                                                   | 183 cm                                              | 93 kg                                               | 1992. március 20. (21 évesen)                       | Carolina Hurricanes                                 |
|                                                     | Cam Fowler                                          | V                                                   | 185 cm                                              | 89 kg                                               | 1991. december 5. (22 évesen)                       | Anaheim Ducks                                       |
|                                                     | Paul Martin                                         | V                                                   | 185 cm                                              | 91 kg                                               | 1981. március 5. (32 évesen)                        | Pittsburgh Penguins                                 |
|                                                     | Ryan McDonagh                                       | V                                                   | 185 cm                                              | 97 kg                                               | 1989. június 13. (24 évesen)                        | New York Rangers                                    |
|                                                     | Brooks Orpik                                        | V                                                   | 191 cm                                              | 100 kg                                              | 1980. szeptember 26. (33 évesen)                    | Pittsburgh Penguins                                 |
|                                                     | Kevin Shatternik                                    | V                                                   | 180 cm                                              | 87 kg                                               | 1989. január 29. (25 évesen)                        | St. Louis Blues                                     |
|                                                     | Ryan Suter A                                        | V                                                   | 185 cm                                              | 91 kg                                               | 1985. január 21. (29 évesen)                        | Minnesota Wild                                      |
|                                                     | David Backes                                        | T                                                   | 191 cm                                              | 99 kg                                               | 1984. május 1. (29 évesen)                          | St. Louis Blues                                     |
|                                                     | Dustin Brown A                                      | T                                                   | 183 cm                                              | 95 kg                                               | 1984. november 4. (29 évesen)                       | Los Angeles Kings                                   |
|                                                     | Ryan Callahan                                       | T                                                   | 178 cm                                              | 85 kg                                               | 1985. március 21. (28 évesen)                       | New York Rangers                                    |
|                                                     | Patrick Kane                                        | T                                                   | 179 cm                                              | 82 kg                                               | 1988. november 19. (25 évesen)                      | Chicago Blackhawks                                  |
|                                                     | Ryan Kesler                                         | T                                                   | 188 cm                                              | 93 kg                                               | 1984. augusztus 31. (29 évesen)                     | Vancouver Canucks                                   |
|                                                     | Phil Kessel                                         | T                                                   | 183 cm                                              | 92 kg                                               | 1987. október 2. (26 évesen)                        | Toronto Maple Leafs                                 |
|                                                     | T. J. Oshie                                         | T                                                   | 180 cm                                              | 88 kg                                               | 1986. december 23. (27 évesen)                      | St. Louis Blues                                     |
|                                                     | Max Pacioretty                                      | T                                                   | 188 cm                                              | 100 kg                                              | 1988. november 20. (25 évesen)                      | Montréal Canadiens                                  |
|                                                     | Zach Parise C                                       | T                                                   | 180 cm                                              | 89 kg                                               | 1984. július 28. (29 évesen)                        | Minnesota Wild                                      |
|                                                     | Joe Pavelski                                        | T                                                   | 180 cm                                              | 86 kg                                               | 1984. július 11. (29 évesen)                        | San Jose Sharks                                     |
|                                                     | Paul Stastny                                        | T                                                   | 183 cm                                              | 93 kg                                               | 1985. december 27. (28 évesen)                      | Colorado Avalanche                                  |
|                                                     | Derek Stepan                                        | T                                                   | 183 cm                                              | 76 kg                                               | 1990. június 18. (23 évesen)                        | New York Rangers                                    |
|                                                     | James van Riemsdyk                                  | T                                                   | 191 cm                                              | 95 kg                                               | 1989. május 4. (24 évesen)                          | Toronto Maple Leafs                                 |
|                                                     | Blake Wheeler                                       | T                                                   | 193 cm                                              | 93 kg                                               | 1986. augusztus 31. (27 évesen)                     | Winnipeg Jets                                       |
| Vezetőedző: Dan Bylsma                              | Vezetőedző: Dan Bylsma                              | Vezetőedző: Dan Bylsma                              | Vezetőedző: Dan Bylsma                              | Vezetőedző: Dan Bylsma                              | 1970. szeptember 19. (43 évesen)                    | 1970. szeptember 19. (43 évesen)                    |

- Posztok rövidítései: K – Kapus, V – Védő, T – Támadó
- Kor: 2014. február 13-i kora

Csoportkör
A csoport
| Hely. | Csapat                 | M | Gy | HGy | HV | V | G+ | G– | Gk  | P | Továbbjutás |
| ----- | ---------------------- | - | -- | --- | -- | - | -- | -- | --- | - | ----------- |
| 1.    | Egyesült Államok (USA) | 3 | 2  | 1   | 0  | 0 | 15 | 4  | +11 | 8 | Negyeddöntő |
| 2.    | Oroszország (RUS)      | 3 | 1  | 1   | 1  | 0 | 8  | 5  | +3  | 6 | Rájátszás   |
| 3.    | Szlovénia (SVN)        | 3 | 1  | 0   | 0  | 2 | 6  | 11 | −5  | 3 | Rájátszás   |
| 4.    | Szlovákia (SVK)        | 3 | 0  | 0   | 1  | 2 | 2  | 11 | −9  | 1 | Rájátszás   |

| 2014. február 13. 16:30 (13:30) | Szlovákia (SVK) | 1–7 (0–1, 1–6, 0–0) | Egyesült Államok (USA) | Sajba Aréna, Szocsi Nézőszám: 4119 |

| Jegyzőkönyv | Jegyzőkönyv                | Jegyzőkönyv                                     | Jegyzőkönyv    | Jegyzőkönyv                                                                      |
| --- | -------------------------- | ----------------------------------------------- | -------------- | -------------------------------------------------------------------------------- |
| | Jaroslav Halák Peter Budaj | Kapusok                                         | Jonathan Quick | Játékvezetők: Antonín Jeřábek Kevin Pollock Vonalbírók: Mark Wheler Jesse Wilmot |
| \| \| 0–1 \| 14:27 – J. Carlson (P. Kessel, J. van Riemsdyk) \| \| T. Tatar (M. Hossa) – 20:24 \| 1–1 \| \| \| \| 1–2 \| 21:26 – R. Kesler (P. Kane) \| \| \| 1–3 \| 22:32 – P. Stastny (M. Pacioretty, T. J. Oshie) \| \| \| 1–4 \| 28:16 – D. Backes (P. Kessel) \| \| \| 1–5 \| 33:30 – P. Stastny (K. Shatternik, T. J. Oshie) \| \| \| 1–6 \| 34:20 – P. Kessel (R. Kesler, J. van Riemsdyk) \| \| \| 1–7 \| 35:17 – D. Brown (J. Carlson, P.Kane) \| |                            |                                                 |                | Játékvezetők: Antonín Jeřábek Kevin Pollock Vonalbírók: Mark Wheler Jesse Wilmot |
| 4 perc | Büntetések                 | 2 perc                                          |                | Játékvezetők: Antonín Jeřábek Kevin Pollock Vonalbírók: Mark Wheler Jesse Wilmot |
| 23 | Lövések                    | 33                                              |                | Játékvezetők: Antonín Jeřábek Kevin Pollock Vonalbírók: Mark Wheler Jesse Wilmot |
| | 0–1                        | 14:27 – J. Carlson (P. Kessel, J. van Riemsdyk) |                | Játékvezetők: Antonín Jeřábek Kevin Pollock Vonalbírók: Mark Wheler Jesse Wilmot |
| T. Tatar (M. Hossa) – 20:24 | 1–1                        |                                                 |                | Játékvezetők: Antonín Jeřábek Kevin Pollock Vonalbírók: Mark Wheler Jesse Wilmot |
| | 1–2                        | 21:26 – R. Kesler (P. Kane)                     |                | Játékvezetők: Antonín Jeřábek Kevin Pollock Vonalbírók: Mark Wheler Jesse Wilmot |
| | 1–3                        | 22:32 – P. Stastny (M. Pacioretty, T. J. Oshie) |                |                                                                                  |
| | 1–4                        | 28:16 – D. Backes (P. Kessel)                   |                |                                                                                  |
| | 1–5                        | 33:30 – P. Stastny (K. Shatternik, T. J. Oshie) |                |                                                                                  |
| | 1–6                        | 34:20 – P. Kessel (R. Kesler, J. van Riemsdyk)  |                |                                                                                  |
| | 1–7                        | 35:17 – D. Brown (J. Carlson, P.Kane)           |                |                                                                                  |

| 2014. február 15. 16:30 (13:30) | Egyesült Államok (USA) | 3–2 (sz.) (0–0, 1–1, 1–1) (h.u.: 0–0) (sz.: 1–0) | Oroszország (RUS) | Bolsoj Jégcsarnok, Szocsi Nézőszám: 11 678 |

| Jegyzőkönyv | Jegyzőkönyv    | Jegyzőkönyv                                                                                 | Jegyzőkönyv         | Jegyzőkönyv                                                                       |
| --- | -------------- | ------------------------------------------------------------------------------------------- | ------------------- | --------------------------------------------------------------------------------- |
| | Jonathan Quick | Kapusok                                                                                     | Szergej Bobrovszkij | Játékvezetők: Brad Meier Marcus Vinnerborg Vonalbírók: Greg Devorski Jesse Wilmot |
| \| \| 0–1 \| 29:15 – P. Dacjuk (A. Markov, A. Radulov) \| \| C. Fowler (J. van Riemsdyk, P. Kessel) (PP1) – 36:34 \| 1–1 \| \| \| J. Pavelski (P. Kane, K. Shatternik) (PP1) – 49:27 \| 2–1 \| \| \| \| 2–2 \| 52:44 – P. Dacjuk (A. Markov) (PP1) \| |                |                                                                                             |                     | Játékvezetők: Brad Meier Marcus Vinnerborg Vonalbírók: Greg Devorski Jesse Wilmot |
| T. J. Oshie J. van Riemsdyk J. Pavelski T. J. Oshie | Szétlövés      | J. Malkin P. Dacjuk I. Kovalcsuk I. Kovalcsuk P. Dacjuk I. Kovalcsuk P. Dacjuk I. Kovalcsuk |                     | Játékvezetők: Brad Meier Marcus Vinnerborg Vonalbírók: Greg Devorski Jesse Wilmot |
| 12 perc | Büntetések     | 10 perc                                                                                     |                     | Játékvezetők: Brad Meier Marcus Vinnerborg Vonalbírók: Greg Devorski Jesse Wilmot |
| 33 | Lövések        | 31                                                                                          |                     | Játékvezetők: Brad Meier Marcus Vinnerborg Vonalbírók: Greg Devorski Jesse Wilmot |
| | 0–1            | 29:15 – P. Dacjuk (A. Markov, A. Radulov)                                                   |                     | Játékvezetők: Brad Meier Marcus Vinnerborg Vonalbírók: Greg Devorski Jesse Wilmot |
| C. Fowler (J. van Riemsdyk, P. Kessel) (PP1) – 36:34 | 1–1            |                                                                                             |                     | Játékvezetők: Brad Meier Marcus Vinnerborg Vonalbírók: Greg Devorski Jesse Wilmot |
| J. Pavelski (P. Kane, K. Shatternik) (PP1) – 49:27 | 2–1            |                                                                                             |                     |                                                                                   |
| | 2–2            | 52:44 – P. Dacjuk (A. Markov) (PP1)                                                         |                     |                                                                                   |

| 2014. február 16. 16:30 (13:30) | Szlovénia (SLO) | 1–5 (0–2, 0–2, 1–1) | Egyesült Államok (USA) | Sajba Aréna, Szocsi Nézőszám: 4892 |

| Jegyzőkönyv | Jegyzőkönyv  | Jegyzőkönyv                                      | Jegyzőkönyv | Jegyzőkönyv                                                                |
| --- | ------------ | ------------------------------------------------ | ----------- | -------------------------------------------------------------------------- |
| | Luka Gračnar | Kapusok                                          | Ryan Miller | Játékvezetők: Mike Leggo Jyri Rönn Vonalbírók: Miroslav Valach Mark Wheler |
| \| \| 0–1 \| 01:04 – P. Kessel (J. Pavelski) \| \| \| 0–2 \| 04:33 – P. Kessel (J. Pavelski, B. Orpik) \| \| \| 0–3 \| 31:05 – P. Kessel (J. van Riemsdyk, J. Pavelski) \| \| \| 0–4 \| 32:17 – R. McDonagh (B. Wheeler, T. Oshie) \| \| \| 0–5 \| 43:26 – D. Backes (R. Callahan, D. Brown) \| \| M. Rodman (D. Rodman, J. Urbas) – 59:42 \| 1–5 \| \| |              |                                                  |             | Játékvezetők: Mike Leggo Jyri Rönn Vonalbírók: Miroslav Valach Mark Wheler |
| 4 perc | Büntetések   | 6 perc                                           |             | Játékvezetők: Mike Leggo Jyri Rönn Vonalbírók: Miroslav Valach Mark Wheler |
| 18 | Lövések      | 28                                               |             | Játékvezetők: Mike Leggo Jyri Rönn Vonalbírók: Miroslav Valach Mark Wheler |
| | 0–1          | 01:04 – P. Kessel (J. Pavelski)                  |             | Játékvezetők: Mike Leggo Jyri Rönn Vonalbírók: Miroslav Valach Mark Wheler |
| | 0–2          | 04:33 – P. Kessel (J. Pavelski, B. Orpik)        |             | Játékvezetők: Mike Leggo Jyri Rönn Vonalbírók: Miroslav Valach Mark Wheler |
| | 0–3          | 31:05 – P. Kessel (J. van Riemsdyk, J. Pavelski) |             | Játékvezetők: Mike Leggo Jyri Rönn Vonalbírók: Miroslav Valach Mark Wheler |
| | 0–4          | 32:17 – R. McDonagh (B. Wheeler, T. Oshie)       |             |                                                                            |
| | 0–5          | 43:26 – D. Backes (R. Callahan, D. Brown)        |             |                                                                            |
| M. Rodman (D. Rodman, J. Urbas) – 59:42 | 1–5          |                                                  |             |                                                                            |

Negyeddöntő
| 2014. február 19. 21:00 (18:00) | Egyesült Államok (USA) | 5–2 (3–1, 1–0, 1–1) | Csehország (CZE) | Sajba Aréna, Szocsi Nézőszám: 4606 |

| Jegyzőkönyv | Jegyzőkönyv    | Jegyzőkönyv       | Jegyzőkönyv                    | Jegyzőkönyv                                                                            |
| --- | -------------- | ----------------- | ------------------------------ | -------------------------------------------------------------------------------------- |
| | Jonathan Quick | Kapusok           | Ondřej Pavelec Alexander Salák | Játékvezetők: Konsztantyin Olenyin Kevin Pollock Vonalbírók: Derek Amell Ivan Gyedovla |
| \| J. van Riemsdyk (R. Kesler, P. Kane) – 01:39 \| 1–0 \| \| \| \| 1–1 \| 04:31 – A. Hemsky \| \| D. Brown (D. Backes, R. Suter) – 14:38 \| 2–1 \| \| \| D. Backes (R. Suter, R. McDonagh) – 19:58 \| 3–1 \| \| \| Z. Parise (J. Pavelski, R. Suter) – 29:31 \| 4–1 \| \| \| P. Kessel (R. Kesler, K. Shattenkirk) – 42:01 \| 5–1 \| \| \| \| 5–2 \| 53:00 – A. Hemsky \| |                |                   |                                | Játékvezetők: Konsztantyin Olenyin Kevin Pollock Vonalbírók: Derek Amell Ivan Gyedovla |
| 2 perc | Büntetések     | 6 perc            |                                | Játékvezetők: Konsztantyin Olenyin Kevin Pollock Vonalbírók: Derek Amell Ivan Gyedovla |
| 25 | Lövések        | 23                |                                | Játékvezetők: Konsztantyin Olenyin Kevin Pollock Vonalbírók: Derek Amell Ivan Gyedovla |
| J. van Riemsdyk (R. Kesler, P. Kane) – 01:39 | 1–0            |                   |                                | Játékvezetők: Konsztantyin Olenyin Kevin Pollock Vonalbírók: Derek Amell Ivan Gyedovla |
| | 1–1            | 04:31 – A. Hemsky |                                | Játékvezetők: Konsztantyin Olenyin Kevin Pollock Vonalbírók: Derek Amell Ivan Gyedovla |
| D. Brown (D. Backes, R. Suter) – 14:38 | 2–1            |                   |                                | Játékvezetők: Konsztantyin Olenyin Kevin Pollock Vonalbírók: Derek Amell Ivan Gyedovla |
| D. Backes (R. Suter, R. McDonagh) – 19:58 | 3–1            |                   |                                |                                                                                        |
| Z. Parise (J. Pavelski, R. Suter) – 29:31 | 4–1            |                   |                                |                                                                                        |
| P. Kessel (R. Kesler, K. Shattenkirk) – 42:01 | 5–1            |                   |                                |                                                                                        |
| | 5–2            | 53:00 – A. Hemsky |                                |                                                                                        |

Elődöntő
| 2014. február 21. 21:00 (18:00) | Egyesült Államok (USA) | 0–1 (0–0, 0–1, 0–0) | Kanada (CAN) | Bolsoj Jégcsarnok, Szocsi Nézőszám: 11 172 |

| Jegyzőkönyv                                      | Jegyzőkönyv    | Jegyzőkönyv                      | Jegyzőkönyv | Jegyzőkönyv                                                                       |
| ------------------------------------------------ | -------------- | -------------------------------- | ----------- | --------------------------------------------------------------------------------- |
|                                                  | Jonathan Quick | Kapusok                          | Carey Price | Játékvezetők: Brad Meier Kelly Sutherland Vonalbírók: Ivan Gyedovla Greg Devorski |
| \| \| 0–1 \| 21:41 – J. Benn (J. Bouwmeester) \| |                |                                  |             | Játékvezetők: Brad Meier Kelly Sutherland Vonalbírók: Ivan Gyedovla Greg Devorski |
| 4 perc                                           | Büntetések     | 6 perc                           |             | Játékvezetők: Brad Meier Kelly Sutherland Vonalbírók: Ivan Gyedovla Greg Devorski |
| 31                                               | Lövések        | 37                               |             | Játékvezetők: Brad Meier Kelly Sutherland Vonalbírók: Ivan Gyedovla Greg Devorski |
|                                                  | 0–1            | 21:41 – J. Benn (J. Bouwmeester) |             | Játékvezetők: Brad Meier Kelly Sutherland Vonalbírók: Ivan Gyedovla Greg Devorski |

Bronzmérkőzés
| 2014. február 22. 19:00 (16:00) | Egyesült Államok (USA) | 0–5 (0–0, 0–2, 0–3) | Finnország (FIN) | Bolsoj Jégcsarnok, Szocsi Nézőszám: 9052 |

| Jegyzőkönyv | Jegyzőkönyv    | Jegyzőkönyv                                           | Jegyzőkönyv | Jegyzőkönyv                                                                         |
| --- | -------------- | ----------------------------------------------------- | ----------- | ----------------------------------------------------------------------------------- |
| | Jonathan Quick | Kapusok                                               | Tuukka Rask | Játékvezetők: Konsztantyin Olenyin Tim Peel Vonalbírók: Chris Carlson Ivan Gyedovla |
| \| \| 0–1 \| 21:27 – T. Selänne (M. Granlund, L. Korpikoski) \| \| \| 0–2 \| 21:38 – J. Jokinen (J. Lehterä, P. Kontiola) \| \| \| 0–3 \| 46:10 – J. Hietanen (T. Ruutu, S. Lepistö) \| \| \| 0–4 \| 49:06 – T. Selänne (M. Granlund, L. Korpikoski) (PP1) \| \| \| 0–5 \| 53:09 – O. Määttä (J. Lehterä, J. Jokinen) (PP1) \| |                |                                                       |             | Játékvezetők: Konsztantyin Olenyin Tim Peel Vonalbírók: Chris Carlson Ivan Gyedovla |
| 12 perc | Büntetések     | 4 perc                                                |             | Játékvezetők: Konsztantyin Olenyin Tim Peel Vonalbírók: Chris Carlson Ivan Gyedovla |
| 27 | Lövések        | 29                                                    |             | Játékvezetők: Konsztantyin Olenyin Tim Peel Vonalbírók: Chris Carlson Ivan Gyedovla |
| | 0–1            | 21:27 – T. Selänne (M. Granlund, L. Korpikoski)       |             | Játékvezetők: Konsztantyin Olenyin Tim Peel Vonalbírók: Chris Carlson Ivan Gyedovla |
| | 0–2            | 21:38 – J. Jokinen (J. Lehterä, P. Kontiola)          |             | Játékvezetők: Konsztantyin Olenyin Tim Peel Vonalbírók: Chris Carlson Ivan Gyedovla |
| | 0–3            | 46:10 – J. Hietanen (T. Ruutu, S. Lepistö)            |             | Játékvezetők: Konsztantyin Olenyin Tim Peel Vonalbírók: Chris Carlson Ivan Gyedovla |
| | 0–4            | 49:06 – T. Selänne (M. Granlund, L. Korpikoski) (PP1) |             |                                                                                     |
| | 0–5            | 53:09 – O. Määttä (J. Lehterä, J. Jokinen) (PP1)      |             |                                                                                     |

| Csapat                 | Helyezés |
| ---------------------- | -------- |
| Egyesült Államok (USA) | 4.       |

### Női
| Amerikai nemzeti női jégkorongcsapat-játékoskeret | Amerikai nemzeti női jégkorongcsapat-játékoskeret | Amerikai nemzeti női jégkorongcsapat-játékoskeret | Amerikai nemzeti női jégkorongcsapat-játékoskeret | Amerikai nemzeti női jégkorongcsapat-játékoskeret | Amerikai nemzeti női jégkorongcsapat-játékoskeret | Amerikai nemzeti női jégkorongcsapat-játékoskeret |
| #                                                 | Név                                               | Poszt                                             | Magasság                                          | Súly                                              | Kor                                               | Klub                                              |
| ------------------------------------------------- | ------------------------------------------------- | ------------------------------------------------- | ------------------------------------------------- | ------------------------------------------------- | ------------------------------------------------- | ------------------------------------------------- |
| 29                                                | Brianne McLaughlin                                | K                                                 | 174 cm                                            | 59 kg                                             | 1987. június 20. (26 évesen)                      | Burlington Barracudas                             |
| 30                                                | Molly Schaus                                      | K                                                 | 175 cm                                            | 71 kg                                             | 1988. július 29. (25 évesen)                      | Boston Blades                                     |
| 31                                                | Jessie Vetter                                     | K                                                 | 174 cm                                            | 70 kg                                             | 1985. december 19. (28 évesen)                    | Oregon Outlaws                                    |
| 2                                                 | Lee Stecklein                                     | V                                                 | 183 cm                                            | 77 kg                                             | 1994. április 23. (19 évesen)                     | Minnesota Golden Gophers                          |
| 9                                                 | Megan Bozek                                       | V                                                 | 174 cm                                            | 77 kg                                             | 1991. március 27. (22 évesen)                     | Minnesota Golden Gophers                          |
| 15                                                | Anne Schleper                                     | V                                                 | 177 cm                                            | 77 kg                                             | 1990. január 30. (24 évesen)                      | Boston Blades                                     |
| 19                                                | Giselei Marvin                                    | V                                                 | 174 cm                                            | 74 kg                                             | 1987. március 7. (26 évesen)                      | Boston Blades                                     |
| 22                                                | Kacey Bellamy                                     | V                                                 | 170 cm                                            | 66 kg                                             | 1987. április 22. (26 évesen)                     | Boston Blades                                     |
| 23                                                | Michelle Picard                                   | V                                                 | 163 cm                                            | 68 kg                                             | 1993. május 27. (20 évesen)                       | Harvard Crimson                                   |
| 24                                                | Josephine Pucci                                   | V                                                 | 174 cm                                            | 68 kg                                             | 1990. december 27. (23 évesen)                    | Harvard Crimson                                   |
| 7                                                 | Monique Lamoureux                                 | T                                                 | 167 cm                                            | 70 kg                                             | 1989. július 3. (24 évesen)                       | University of North Dakota                        |
| 10                                                | Meghan Duggan C                                   | T                                                 | 178 cm                                            | 73 kg                                             | 1987. szeptember 3. (26 évesen)                   | Boston Blades                                     |
| 13                                                | Julie Chu                                         | T                                                 | 174 cm                                            | 67 kg                                             | 1982. március 13. (31 évesen)                     | Montreal Stars                                    |
| 14                                                | Brianna Decker                                    | T                                                 | 163 cm                                            | 67 kg                                             | 1991. május 13. (22 évesen)                       | Wisconsin Badgers                                 |
| 16                                                | Kelli Stack                                       | T                                                 | 165 cm                                            | 62 kg                                             | 1988. január 13. (26 évesen)                      | Boston Blades                                     |
| 17                                                | Jocelyne Lamoureux                                | T                                                 | 167 cm                                            | 70 kg                                             | 1989. július 3. (24 évesen)                       | University of North Dakota                        |
| 18                                                | Lyndsey Fry                                       | T                                                 | 174 cm                                            | 77 kg                                             | 1992. október 30. (21 évesen)                     | Harvard Crimson                                   |
| 21                                                | Hilary Knight                                     | T                                                 | 180 cm                                            | 78 kg                                             | 1989. július 12. (24 évesen)                      | Boston Blades                                     |
| 25                                                | Alexandra Carpenter                               | T                                                 | 170 cm                                            | 70 kg                                             | 1994. április 13. (19 évesen)                     | Boston College Eagles                             |
| 26                                                | Kendall Coyne                                     | T                                                 | 157 cm                                            | 57 kg                                             | 1992. május 25. (21 évesen)                       | Northeastern Huskies                              |
| 28                                                | Amanda Kessel                                     | T                                                 | 164 cm                                            | 64 kg                                             | 1991. augusztus 28. (22 évesen)                   | Minnesota Golden Gophers                          |
| Vezetőedző:                                       |                                                   |                                                   |                                                   |                                                   |                                                   |                                                   |

- Posztok rövidítései: K – Kapus, V – Védő, T – Támadó
- Kor: 2014. február 8-i kora

Csoportkör
A csoport
| Hely. | Csapat                 | M | Gy | HGy | HV | V | G+ | G– | Gk  | P | Továbbjutás |
| ----- | ---------------------- | - | -- | --- | -- | - | -- | -- | --- | - | ----------- |
| 1.    | Kanada (CAN)           | 3 | 3  | 0   | 0  | 0 | 11 | 2  | +9  | 9 | Elődöntő    |
| 2.    | Egyesült Államok (USA) | 3 | 2  | 0   | 0  | 1 | 14 | 4  | +10 | 6 | Elődöntő    |
| 3.    | Finnország (FIN)       | 3 | 0  | 1   | 0  | 2 | 5  | 9  | −4  | 2 | Negyeddöntő |
| 4.    | Svájc (SUI)            | 3 | 0  | 0   | 1  | 2 | 3  | 18 | −15 | 1 | Negyeddöntő |

| 2014. február 8. 12:00 (9:00) | Egyesült Államok (USA) | 3–1 (1–0, 2–0, 0–1) | Finnország (FIN) | Sajba Aréna, Szocsi Nézőszám: 4135 |

| Jegyzőkönyv | Jegyzőkönyv   | Jegyzőkönyv                          | Jegyzőkönyv | Jegyzőkönyv                                                                |
| --- | ------------- | ------------------------------------ | ----------- | -------------------------------------------------------------------------- |
| | Jessie Vetter | Kapusok                              | Noora Räty  | Játékvezető: Nicole Hertrich Vonalbírók: Therese Bjorkman Stephanie Gagnon |
| \| H. Knight – 00:53 \| 1–0 \| \| \| K. Stack (H. Knight, M. Bozek) – 27:42 \| 2–0 \| \| \| A. Carpenter (A. Schleper) (PP) – 35:59 \| 3–0 \| \| \| \| 3–1 \| 55:22 – S. Tapani (M. Karvinen) (PP) \| |               |                                      |             | Játékvezető: Nicole Hertrich Vonalbírók: Therese Bjorkman Stephanie Gagnon |
| 4 perc | Büntetések    | 8 perc                               |             | Játékvezető: Nicole Hertrich Vonalbírók: Therese Bjorkman Stephanie Gagnon |
| 43 | Lövések       | 15                                   |             | Játékvezető: Nicole Hertrich Vonalbírók: Therese Bjorkman Stephanie Gagnon |
| H. Knight – 00:53 | 1–0           |                                      |             | Játékvezető: Nicole Hertrich Vonalbírók: Therese Bjorkman Stephanie Gagnon |
| K. Stack (H. Knight, M. Bozek) – 27:42 | 2–0           |                                      |             | Játékvezető: Nicole Hertrich Vonalbírók: Therese Bjorkman Stephanie Gagnon |
| A. Carpenter (A. Schleper) (PP) – 35:59 | 3–0           |                                      |             | Játékvezető: Nicole Hertrich Vonalbírók: Therese Bjorkman Stephanie Gagnon |
| | 3–1           | 55:22 – S. Tapani (M. Karvinen) (PP) |             |                                                                            |

| 2014. február 10. 14:00 (11:00) | Egyesült Államok (USA) | 9–0 (5–0, 1–0, 3–0) | Svájc (SUI) | Sajba Aréna, Szocsi Nézőszám: 3812 |

| Jegyzőkönyv | Jegyzőkönyv  | Jegyzőkönyv | Jegyzőkönyv        | Jegyzőkönyv                                                                |
| --- | ------------ | ----------- | ------------------ | -------------------------------------------------------------------------- |
| | Molly Schaus | Kapusok     | Florence Schelling | Játékvezető: Melanie Bordeleau Vonalbírók: Denise Caughey Charlotte Girard |
| \| M. Lamoureux (J. Lamoureux, M. Duggan) – 09:20 \| 1–0 \| \| \| B. Decker (A. Kessel, H. Knight) – 10:07 \| 2–0 \| \| \| A. Kessel (K. Coyne) – 10:15 \| 3–0 \| \| \| H. Knight (K. Stack, J. Chu) – 14:23 \| 4–0 \| \| \| A. Kessel (B. Decker, K. Coyne) (PP) – 15:42 \| 5–0 \| \| \| M. Lamoureux (J. Lamoureux, L. Stecklein) – 13:26 \| 6–0 \| \| \| K. Coyne (K. Stack) – 40:49 \| 7–0 \| \| \| K. Coyne (A. Kessel, M. Bozek) – 43:59 \| 8–0 \| \| \| A. Carpenter (J. Pucci) – 55:39 \| 9–0 \| \| |              |             |                    | Játékvezető: Melanie Bordeleau Vonalbírók: Denise Caughey Charlotte Girard |
| 4 perc | Büntetések   | 8 perc      |                    | Játékvezető: Melanie Bordeleau Vonalbírók: Denise Caughey Charlotte Girard |
| 53 | Lövések      | 10          |                    | Játékvezető: Melanie Bordeleau Vonalbírók: Denise Caughey Charlotte Girard |
| M. Lamoureux (J. Lamoureux, M. Duggan) – 09:20 | 1–0          |             |                    | Játékvezető: Melanie Bordeleau Vonalbírók: Denise Caughey Charlotte Girard |
| B. Decker (A. Kessel, H. Knight) – 10:07 | 2–0          |             |                    | Játékvezető: Melanie Bordeleau Vonalbírók: Denise Caughey Charlotte Girard |
| A. Kessel (K. Coyne) – 10:15 | 3–0          |             |                    | Játékvezető: Melanie Bordeleau Vonalbírók: Denise Caughey Charlotte Girard |
| H. Knight (K. Stack, J. Chu) – 14:23 | 4–0          |             |                    |                                                                            |
| A. Kessel (B. Decker, K. Coyne) (PP) – 15:42 | 5–0          |             |                    |                                                                            |
| M. Lamoureux (J. Lamoureux, L. Stecklein) – 13:26 | 6–0          |             |                    |                                                                            |
| K. Coyne (K. Stack) – 40:49 | 7–0          |             |                    |                                                                            |
| K. Coyne (A. Kessel, M. Bozek) – 43:59 | 8–0          |             |                    |                                                                            |
| A. Carpenter (J. Pucci) – 55:39 | 9–0          |             |                    |                                                                            |

| 2014. február 12. 16:30 (13:30) | Kanada (CAN) | 3–2 (0–0, 0–1, 3–1) | Egyesült Államok (USA) | Sajba Aréna, Szocsi Nézőszám: 4812 |

| Jegyzőkönyv | Jegyzőkönyv      | Jegyzőkönyv                                        | Jegyzőkönyv    | Jegyzőkönyv                                                         |
| --- | ---------------- | -------------------------------------------------- | -------------- | ------------------------------------------------------------------- |
| | Charline Labonté | Kapusok                                            | Jessica Vetter | Játékvezető: Anna Eskola Vonalbírók: Ilona Novotná Zuzana Svobodová |
| \| \| 0–1 \| 37:34 – H. Knight (A. Carpenter, A. Schleper) (PP) \| \| M. Agosta-Marciano (H. Wickenheiser) (PP) – 42:24 \| 1–1 \| \| \| H. Wickenheiser (N. Spooner, M. Agosta-Marciano) – 43:54 \| 2–1 \| \| \| M. Agosta-Marciano – 54:55 \| 3–1 \| \| \| \| 3–2 \| 58:55 – A. Schleper \| |                  |                                                    |                | Játékvezető: Anna Eskola Vonalbírók: Ilona Novotná Zuzana Svobodová |
| 8 perc | Büntetések       | 10 perc                                            |                | Játékvezető: Anna Eskola Vonalbírók: Ilona Novotná Zuzana Svobodová |
| 31 | Lövések          | 27                                                 |                | Játékvezető: Anna Eskola Vonalbírók: Ilona Novotná Zuzana Svobodová |
| | 0–1              | 37:34 – H. Knight (A. Carpenter, A. Schleper) (PP) |                | Játékvezető: Anna Eskola Vonalbírók: Ilona Novotná Zuzana Svobodová |
| M. Agosta-Marciano (H. Wickenheiser) (PP) – 42:24 | 1–1              |                                                    |                | Játékvezető: Anna Eskola Vonalbírók: Ilona Novotná Zuzana Svobodová |
| H. Wickenheiser (N. Spooner, M. Agosta-Marciano) – 43:54 | 2–1              |                                                    |                | Játékvezető: Anna Eskola Vonalbírók: Ilona Novotná Zuzana Svobodová |
| M. Agosta-Marciano – 54:55 | 3–1              |                                                    |                |                                                                     |
| | 3–2              | 58:55 – A. Schleper                                |                |                                                                     |

Elődöntő
| 2014. február 17. 16:30 (12:30) | Egyesült Államok (USA) | 6–1 (3–0, 2–0, 1–1) | Svédország (SWE) | Sajba Aréna, Szocsi Nézőszám: 4542 |

| Jegyzőkönyv | Jegyzőkönyv   | Jegyzőkönyv                                    | Jegyzőkönyv                         | Jegyzőkönyv                                                                |
| --- | ------------- | ---------------------------------------------- | ----------------------------------- | -------------------------------------------------------------------------- |
| | Jessie Vetter | Kapusok                                        | Valentina Wallner Kim Martin Hasson | Játékvezető: Melanie Bordeleau Vonalbírók: Denise Caughey Zuzana Svobodová |
| \| A. Carpenter (M. Bozek, K. Stack) (PP1) – 06:10 \| 1–0 \| \| \| K. Bellamy (B. Decker, M. Bozek) – 07:16 \| 2–0 \| \| \| A. Kessel (B. Decker, G. Marvin) – 11:19 \| 3–0 \| \| \| M. Lamoureux (J. Lamoureux, K. Bellamy) (PP1) – 25:41 \| 4-0 \| \| \| M. Bozek (K. Coyne) – 32:17 \| 5–0 \| \| \| \| 5–1 \| 53:04 – A. Borgqvist (E. Eliasson, P. Winberg) \| \| B. Decker (K. Coyne, A. Kessel) – 56:58 \| 6–1 \| \| |               |                                                |                                     | Játékvezető: Melanie Bordeleau Vonalbírók: Denise Caughey Zuzana Svobodová |
| 6 perc | Büntetések    | 8 perc                                         |                                     | Játékvezető: Melanie Bordeleau Vonalbírók: Denise Caughey Zuzana Svobodová |
| 70 | Lövések       | 9                                              |                                     | Játékvezető: Melanie Bordeleau Vonalbírók: Denise Caughey Zuzana Svobodová |
| A. Carpenter (M. Bozek, K. Stack) (PP1) – 06:10 | 1–0           |                                                |                                     | Játékvezető: Melanie Bordeleau Vonalbírók: Denise Caughey Zuzana Svobodová |
| K. Bellamy (B. Decker, M. Bozek) – 07:16 | 2–0           |                                                |                                     | Játékvezető: Melanie Bordeleau Vonalbírók: Denise Caughey Zuzana Svobodová |
| A. Kessel (B. Decker, G. Marvin) – 11:19 | 3–0           |                                                |                                     | Játékvezető: Melanie Bordeleau Vonalbírók: Denise Caughey Zuzana Svobodová |
| M. Lamoureux (J. Lamoureux, K. Bellamy) (PP1) – 25:41 | 4-0           |                                                |                                     |                                                                            |
| M. Bozek (K. Coyne) – 32:17 | 5–0           |                                                |                                     |                                                                            |
| | 5–1           | 53:04 – A. Borgqvist (E. Eliasson, P. Winberg) |                                     |                                                                            |
| B. Decker (K. Coyne, A. Kessel) – 56:58 | 6–1           |                                                |                                     |                                                                            |

Döntő
| 2014. február 20. 21:00 (18:00) | Kanada (CAN) | 3–2 (h.u.) (0–0, 0–1, 2–1) (h.u.: 1–0) | Egyesült Államok (USA) | Bolsoj Jégcsarnok, Szocsi Nézőszám: 10 639 |

| Jegyzőkönyv | Jegyzőkönyv      | Jegyzőkönyv                                | Jegyzőkönyv   | Jegyzőkönyv                                                         |
| --- | ---------------- | ------------------------------------------ | ------------- | ------------------------------------------------------------------- |
| | Shannon Szabados | Kapusok                                    | Jessie Vetter | Játékvezető: Joy Tottman Vonalbírók: Ilona Novotná Zuzana Svobodová |
| \| \| 0–1 \| 31:57 – M. Duggan (J. Lamoureux) \| \| \| 0–2 \| 42:01 – A. Carpenter (H. Knight, K. Stack) \| \| B. Jenner (M. Mikkelson-Reid, J. Larocque) – 56:34 \| 1–2 \| \| \| M-P. Poulin (R. Johnston, H. Irwin) (EA) – 59:05 \| 2–2 \| \| \| M-P. Poulin (L. Fortino) (PP2) – 68:10 \| 3–2 \| \| |                  |                                            |               | Játékvezető: Joy Tottman Vonalbírók: Ilona Novotná Zuzana Svobodová |
| 10 perc | Büntetések       | 14 perc                                    |               | Játékvezető: Joy Tottman Vonalbírók: Ilona Novotná Zuzana Svobodová |
| 31 | Lövések          | 29                                         |               | Játékvezető: Joy Tottman Vonalbírók: Ilona Novotná Zuzana Svobodová |
| | 0–1              | 31:57 – M. Duggan (J. Lamoureux)           |               | Játékvezető: Joy Tottman Vonalbírók: Ilona Novotná Zuzana Svobodová |
| | 0–2              | 42:01 – A. Carpenter (H. Knight, K. Stack) |               | Játékvezető: Joy Tottman Vonalbírók: Ilona Novotná Zuzana Svobodová |
| B. Jenner (M. Mikkelson-Reid, J. Larocque) – 56:34 | 1–2              |                                            |               | Játékvezető: Joy Tottman Vonalbírók: Ilona Novotná Zuzana Svobodová |
| M-P. Poulin (R. Johnston, H. Irwin) (EA) – 59:05 | 2–2              |                                            |               |                                                                     |
| M-P. Poulin (L. Fortino) (PP2) – 68:10 | 3–2              |                                            |               |                                                                     |

| Csapat                 | Helyezés |
| ---------------------- | -------- |
| Egyesült Államok (USA) |          |

## Műkorcsolya
| Versenyző                        | Versenyszám  | Rövid program | Rövid program | Kűr    | Kűr   | Összesítés | Összesítés |
| Versenyző                        | Versenyszám  | Pont          | Hely.         | Pont   | Hely. | Pont       | Helyezés   |
| -------------------------------- | ------------ | ------------- | ------------- | ------ | ----- | ---------- | ---------- |
| Jeremy Abbott                    | Férfi egyéni | 72,58         | 15.           | 160,12 | 8.    | 232,70     | 12.        |
| Jason Brown                      | Férfi egyéni | 86,00         | 6.            | 152,37 | 11.   | 238,37     | 9.         |
| Polina Edmunds                   | Női egyéni   | 61,04         | 7.            | 122,21 | 9.    | 183,25     | 9.         |
| Gracie Gold                      | Női egyéni   | 68,63         | 4.            | 136,90 | 5.    | 205,53     | 4.         |
| Ashley Wagner                    | Női egyéni   | 65,21         | 6.            | 127,99 | 7.    | 193,20     | 7.         |
| Felicia Zhang Nathan Bartholomay | Páros        | 56,90         | 14.           | 110,31 | 12.   | 167,21     | 12.        |
| Marissa Castelli Simon Shnapir   | Páros        | 67,44         | 9.            | 120,28 | 9.    | 187,82     | 9.         |

| Versenyző                     | Versenyszám | Eredeti (original) tánc | Eredeti (original) tánc | Kűr    | Kűr   | Összesítés | Összesítés |
| Versenyző                     | Versenyszám | Pont                    | Hely.                   | Pont   | Hely. | Pont       | Helyezés   |
| ----------------------------- | ----------- | ----------------------- | ----------------------- | ------ | ----- | ---------- | ---------- |
| Madison Chock Evan Bates      | Jégtánc     | 65,46                   | 8.                      | 99,18  | 8.    | 164,64     | 8.         |
| Meryl Davis Charlie White     | Jégtánc     | 78,89                   | 1.                      | 116,63 | 1.    | 195,52     |            |
| Maia Shibutani Alex Shibutani | Jégtánc     | 64,47                   | 9.                      | 90,70  | 10.   | 155,17     | 9.         |

| Versenyző | Versenyszám   | Rövid program | Rövid program | Rövid program | Rövid program | Rövid program | Rövid program | Kűr         | Kűr         | Kűr         | Kűr         | Összesen | Összesen |
| Versenyző | Versenyszám   | Férfi         | Páros         | Jégtánc       | Női           | Összesen      | Összesen      | Páros       | Férfi       | Jégtánc     | Női         | Összesen | Összesen |
| Versenyző | Versenyszám   | Pont Csapat   | Pont Csapat   | Pont Csapat   | Pont Csapat   | Pont          | Hely.         | Pont Csapat | Pont Csapat | Pont Csapat | Pont Csapat | Pont     | Hely.    |
| --- | ------------- | ------------- | ------------- | ------------- | ------------- | ------------- | ------------- | ----------- | ----------- | ----------- | ----------- | -------- | -------- |
| Jeremy Abbott (F) Jason Brown (F) Gracie Gold (N) Ashley Wagner (N) Marissa Castelli / Simon Shnapir (P) Meryl Davis / Charlie White (J) | Csapatverseny | 65,65 4.      | 64,25 6.      | 75,98 10.     | 63,10 7.      | 27            | 3.            | 117,94 7.   | 153,67 7.   | 114,34 10.  | 129,38 9.   | 60       |          |

## Rövidpályás gyorskorcsolya
Férfi
| Versenyző                                                        | Versenyszám      | Előfutam | Előfutam | Negyeddöntő | Negyeddöntő | Elődöntő | Elődöntő | B döntő | B döntő | Döntő    | Döntő   | Helyezés |
| Versenyző                                                        | Versenyszám      | Idő      | Hely.    | Idő         | Hely.       | Idő      | Hely.    | Idő     | Hely.   | Idő      | Hely.   | Helyezés |
| ---------------------------------------------------------------- | ---------------- | -------- | -------- | ----------- | ----------- | -------- | -------- | ------- | ------- | -------- | ------- | -------- |
| Jordan Malone                                                    | 500 m            | 42,533   | 4.       | kiesett     | kiesett     | kiesett  | kiesett  | kiesett | kiesett | kiesett  | kiesett | 28.      |
| Eduardo Alvarez                                                  | 500 m            | 1:15,108 | 4.       | kiesett     | kiesett     | kiesett  | kiesett  | kiesett | kiesett | kiesett  | kiesett | 31.      |
| Eduardo Alvarez                                                  | 1000 m           | 1:26,070 | 2.       | 1:39,092    | 3.          | kiesett  | kiesett  | kiesett | kiesett | kiesett  | kiesett | 11.      |
| Eduardo Alvarez                                                  | 1500 m           | 2:17,532 | 3.       |             |             | büntetés | büntetés | kiesett | kiesett | kiesett  | kiesett | 19.      |
| J. R. Celski                                                     | 500 m            | 41,717   | 2.       | 53,178      | 2.          | 41,152   | 4.       | 41,786  | 2.      |          |         | 6.       |
| J. R. Celski                                                     | 1000 m           | 1:25,428 | 1.       | idő nélkül  | 4.          | kiesett  | kiesett  | kiesett | kiesett | kiesett  | kiesett | 13.      |
| J. R. Celski                                                     | 1500 m           | 2:15,675 | 2.       |             |             | 2:21,603 | 1.       |         |         | 2:15,624 | 4.      | 4.       |
| Christopher Creveling                                            | 1000 m           | 1:25,069 | 2.       | 1:24,691    | 3.          | kiesett  | kiesett  | kiesett | kiesett | kiesett  | kiesett | 10.      |
| Christopher Creveling                                            | 1500 m           | 2:16,553 | 4.       |             |             | kiesett  | kiesett  | kiesett | kiesett | kiesett  | kiesett | 21.      |
| Eduardo Alvarez J. R. Celski Christopher Creveling Jordan Malone | 5000 méter váltó |          |          |             |             | 6:50,292 | 4. ADV   |         |         | 6:42,371 | 2.      |          |

Női
| Versenyző     | Versenyszám | Előfutam | Előfutam | Negyeddöntő | Negyeddöntő | Elődöntő | Elődöntő | B döntő  | B döntő | Döntő    | Döntő   | Helyezés |
| Versenyző     | Versenyszám | Idő      | Hely.    | Idő         | Hely.       | Idő      | Hely.    | Idő      | Hely.   | Idő      | Hely.   | Helyezés |
| ------------- | ----------- | -------- | -------- | ----------- | ----------- | -------- | -------- | -------- | ------- | -------- | ------- | -------- |
| Alyson Dudek  | 500 m       | büntetés | büntetés | kiesett     | kiesett     | kiesett  | kiesett  | kiesett  | kiesett | kiesett  | kiesett | kiesett  |
| Alyson Dudek  | 1500 m      | 2:27,899 | 4.       |             |             | kiesett  | kiesett  | kiesett  | kiesett | kiesett  | kiesett | 24.      |
| Emily Scott   | 500 m       | 45,210   | 2.       | 44,709      | 3.          | kiesett  | kiesett  | kiesett  | kiesett | kiesett  | kiesett | 12.      |
| Emily Scott   | 1000 m      | 1:32,585 | 2.       | 1:30,324    | 3.          | kiesett  | kiesett  | kiesett  | kiesett | kiesett  | kiesett | 11.      |
| Emily Scott   | 1500 m      | 2:22,641 | 1.       |             |             | 2:23,439 | 5. ADV   |          |         | 2:39,436 | 5.      | 5.       |
| Jessica Smith | 500 m       | 1:13,344 | 4.       | kiesett     | kiesett     | kiesett  | kiesett  | kiesett  | kiesett | kiesett  | kiesett | 30.      |
| Jessica Smith | 1000 m      | 1:31,359 | 2.       | 1:32,088    | 1.          | 1:30,399 | 2.       |          |         | 1:31,301 | 4.      | 4.       |
| Jessica Smith | 1500 m      | 2:26,703 | 2.       |             |             | 2:20,259 | 4.       | 2:25,787 | 2.      |          |         | 7.       |

## Síakrobatika
Ugrás
| Versenyző       | Versenyszám | Selejtező  | Selejtező  | Selejtező  | Selejtező  | Döntő      | Döntő      | Döntő      | Döntő      | Döntő      | Helyezés |
| Versenyző       | Versenyszám | 1. forduló | 1. forduló | 2. forduló | 2. forduló | 1. forduló | 1. forduló | 2. forduló | 2. forduló | 3. forduló | Helyezés |
| Versenyző       | Versenyszám | Pont       | Hely.      | Pont       | Hely.      | Pont       | Hely.      | Pont       | Hely.      | Pont       | Helyezés |
| --------------- | ----------- | ---------- | ---------- | ---------- | ---------- | ---------- | ---------- | ---------- | ---------- | ---------- | -------- |
| Mac Bohonnon    | Férfi       | 104,79     | 11.        | 110,18     | 6.         | 105,21     | 7.         | 113,72     | 5.         | kiesett    | 5.       |
| Ashley Caldwell | Női         | 101,25     | 1. D       |            |            | 72,80      | 10.        | kiesett    | kiesett    | kiesett    | 10.      |
| Emily Cook      | Női         | 80,01      | 5. D       |            |            | 82,21      | 6.         | 64,50      | 8.         | kiesett    | 8.       |

Akrobatika
| Versenyző           | Versenyszám      | Selejtező | Selejtező | Selejtező | Döntő    | Döntő    | Döntő    |
| Versenyző           | Versenyszám      | 1. futam  | 2. futam  | Hely.     | 1. futam | 2. futam | Helyezés |
| ------------------- | ---------------- | --------- | --------- | --------- | -------- | -------- | -------- |
| Aaron Blunck        | Férfi félcső     | 69,40     | 72,00     | 12.       | 68,60    | 79,40    | 7.       |
| Lyman Currier       | Férfi félcső     | 4,20      | 12,60     | 28.       | kiesett  | kiesett  | kiesett  |
| David Wise          | Férfi félcső     | 88,40     | 68,60     | 2.        | 92,00    | 3,40     |          |
| Torin Yater-Wallace | Férfi félcső     | 7,00      | 39,00     | 26.       | kiesett  | kiesett  | kiesett  |
| Maddie Bowman       | Női félcső       | 85,60     | 85,20     | 3.        | 85,80    | 89,00    |          |
| Annalisa Drew       | Női félcső       | 61,20     | 72,40     | 11.       | 66,40    | 9,60     | 9.       |
| Brita Sigourney     | Női félcső       | 87,00     | 80,40     | 2.        | 27,80    | 76,00    | 6.       |
| Angeli Vanlaanen    | Női félcső       | 68,20     | 83,00     | 5.        | 13,80    | 29,60    | 11.      |
| Bobby Brown         | Férfi slopestyle | 3,40      | 83,00     | 12.       | 29,20    | 78,40    | 9.       |
| Joss Christensen    | Férfi slopestyle | 91,00     | 93,20     | 1.        | 95,80    | 93,80    |          |
| Nicholas Goepper    | Férfi slopestyle | 14,80     | 87,00     | 4.        | 92,40    | 61,80    |          |
| Gus Kenworthy       | Férfi slopestyle | 86,40     | 85,80     | 5.        | 31,00    | 93,60    |          |
| Keri Herman         | Női slopestyle   | 27,40     | 72,40     | 11.       | 50,00    | 35,40    | 10.      |
| Julia Krass         | Női slopestyle   | 78,40     | 39,20     | 8.        | 42,40    | 38,60    | 11.      |
| Devin Logan         | Női slopestyle   | 79,40     | 80,40     | 5.        | 85,40    | 30,00    |          |

Mogul
| Versenyző      | Versenyszám | Selejtező                      | Selejtező                      | Selejtező                      | Selejtező  | Selejtező  | Selejtező  | Döntő    | Döntő    | Döntő    | Döntő    | Döntő    | Döntő    | Döntő    | Döntő    | Helyezés    |
| Versenyző      | Versenyszám | 1. futam                       | 1. futam                       | 1. futam                       | 2. futam   | 2. futam   | 2. futam   | 1. futam | 1. futam | 1. futam | 2. futam | 2. futam | 2. futam | 3. futam | 3. futam | Helyezés    |
| Versenyző      | Versenyszám | Idő                            | Pont                           | Hely.                          | Idő        | Pont       | Hely.      | Idő      | Pont     | Hely.    | Idő      | Pont     | Hely.    | Idő      | Pont     | Helyezés    |
| -------------- | ----------- | ------------------------------ | ------------------------------ | ------------------------------ | ---------- | ---------- | ---------- | -------- | -------- | -------- | -------- | -------- | -------- | -------- | -------- | ----------- |
| Patrick Deneen | Férfi       | 23,64                          | 10,36                          | 25.                            | 24,71      | 22,38      | 1.         | 24,67    | 22,27    | 9.       | 24,00    | 23,32    | 6.       | 23,83    | 22,16    | 6.          |
| Bradley Wilson | Férfi       | 23,39                          | 21,68                          | 8. D                           |            |            |            | 24,83    | 9,90     | 20.      | kiesett  | kiesett  | kiesett  | kiesett  | kiesett  | 20.         |
| Hannah Kearney | Női         | 30,14                          | 23,05                          | 1.                             |            |            |            | 31,54    | 20,95    | 7.       | 31,18    | 21,93    | 1.       | 31,04    | 21,49    |             |
| Heidi Kloser   | Női         | nem indult (edzésen megsérült) | nem indult (edzésen megsérült) | nem indult (edzésen megsérült) | nem indult | nem indult | nem indult | kiesett  | kiesett  | kiesett  | kiesett  | kiesett  | kiesett  | kiesett  | kiesett  | helyezetlen |
| Heather McPhie | Női         | 31,65                          | 19,92                          | 14.                            | 31,21      | 18,85      | 6.         | 30,24    | 20,05    | 13.      | kiesett  | kiesett  | kiesett  | kiesett  | kiesett  | 13.         |
| Eliza Outtrim  | Női         | 30,79                          | 21,51                          | 4. D                           |            |            |            | 31,70    | 21,81    | 2.       | 31,90    | 21,53    | 5.       | 31,49    | 19,37    | 6.          |

Krossz
| Versenyző   | Versenyszám | Selejtező | Selejtező | Nyolcaddöntő       | Negyeddöntő | Elődöntő | Döntő    | Helyezés |
| Versenyző   | Versenyszám | Idő       | Hely.     | Helyezés           | Helyezés    | Helyezés | Helyezés | Helyezés |
| ----------- | ----------- | --------- | --------- | ------------------ | ----------- | -------- | -------- | -------- |
| John Teller | Férfi       | 1:18,14   | 20.       | 4. (nem ért célba) | kiesett     | kiesett  | kiesett  | 28.      |

## Sífutás
Férfi
| Versenyző                                              | Versenyszám     | Selejtező | Selejtező | Negyeddöntő | Negyeddöntő | Elődöntő | Elődöntő | Döntő      | Döntő      |
| Versenyző                                              | Versenyszám     | Idő       | Hely.     | Idő         | Hely.       | Idő      | Hely.    | Idő        | Helyezés   |
| ------------------------------------------------------ | --------------- | --------- | --------- | ----------- | ----------- | -------- | -------- | ---------- | ---------- |
| Noah Hoffman                                           | 15 km           |           |           |             |             |          |          | 41:02,7    | 31.        |
| Noah Hoffman                                           | 30 km           |           |           |             |             |          |          | 1:11:28,1  | 35.        |
| Noah Hoffman                                           | 50 km           |           |           |             |             |          |          | 1:48:04,3  | 26.        |
| Brian Gregg                                            | 15 km           |           |           |             |             |          |          | 42:42,0    | 47.        |
| Brian Gregg                                            | 30 km           |           |           |             |             |          |          | 1:13:26,3  | 47.        |
| Brian Gregg                                            | 50 km           |           |           |             |             |          |          | 1:55:02,3  | 51.        |
| Kris Freeman                                           | 15 km           |           |           |             |             |          |          | 42:54,8    | 52.        |
| Kris Freeman                                           | 30 km           |           |           |             |             |          |          | 1:14:34,6  | 54.        |
| Kris Freeman                                           | 50 km           |           |           |             |             |          |          | 1:59:46,7  | 57.        |
| Erik Bjornsen                                          | 15 km           |           |           |             |             |          |          | 41:44,7    | 38.        |
| Erik Bjornsen                                          | 30 km           |           |           |             |             |          |          | 1:12:42,3  | 42.        |
| Erik Bjornsen                                          | Sprint          | 3:40,39   | 39.       | kiesett     | kiesett     | kiesett  | kiesett  | kiesett    | 39.        |
| Andrew Newell                                          | Sprint          | 3:35,52   | 17.       | 3:37,12     | 4.          | kiesett  | kiesett  | kiesett    | 18.        |
| Simi Hamilton                                          | Sprint          | 3:36,12   | 21.       | 3:39,83     | 6.          | kiesett  | kiesett  | kiesett    | 27.        |
| Torin Koos                                             | Sprint          | 3:40,27   | 37.*      | kiesett     | kiesett     | kiesett  | kiesett  | kiesett    | 37.*       |
| Torin Koos                                             | 50 km           |           |           |             |             |          |          | nem indult | nem indult |
| Simi Hamilton Erik Bjornsen                            | Csapatsprint    |           |           |             |             | 23:29,14 | 5.       | 23:49,95   | 6.         |
| Andrew Newell Erik Bjornsen Noah Hoffman Simi Hamilton | 4 × 10 km váltó |           |           |             |             |          |          | 1:33:15,1  | 11.        |

Női
| Versenyző                                                       | Versenyszám    | Selejtező | Selejtező | Negyeddöntő | Negyeddöntő | Elődöntő | Elődöntő | Döntő     | Döntő    |
| Versenyző                                                       | Versenyszám    | Idő       | Hely.     | Idő         | Hely.       | Idő      | Hely.    | Idő       | Helyezés |
| --------------------------------------------------------------- | -------------- | --------- | --------- | ----------- | ----------- | -------- | -------- | --------- | -------- |
| Sadie Bjornsen                                                  | 10 km          |           |           |             |             |          |          | 29:59,7   | 18.      |
| Sadie Bjornsen                                                  | 15 km          |           |           |             |             |          |          | 41:09,7   | 31.      |
| Elizabeth Stephen                                               | 15 km          |           |           |             |             |          |          | 40:09,6   | 12.      |
| Elizabeth Stephen                                               | 30 km          |           |           |             |             |          |          | 1:14:11,8 | 24.      |
| Holly Brooks                                                    | 10 km          |           |           |             |             |          |          | 31:19,1   | 35.      |
| Holly Brooks                                                    | 15 km          |           |           |             |             |          |          | 42:34,0   | 47.      |
| Holly Brooks                                                    | 30 km          |           |           |             |             |          |          | 1:14:58,3 | 27.      |
| Sophie Caldwell                                                 | 10 km          |           |           |             |             |          |          | 31:11,4   | 32.      |
| Sophie Caldwell                                                 | Sprint         | 2:35,18   | 9.        | 2:37,21     | 2.          | 2:36,67  | 2.       | 2:47,75   | 6.       |
| Ida Sargent                                                     | 10 km          |           |           |             |             |          |          | 31:15,1   | 34.      |
| Ida Sargent                                                     | Sprint         | 2:39,80   | 26.       | 2:39,05     | 4.          | kiesett  | kiesett  | kiesett   | 19.      |
| Jessica Diggins                                                 | 15 km          |           |           |             |             |          |          | 40:05,5   | 8.       |
| Jessica Diggins                                                 | 30 km          |           |           |             |             |          |          | 1:18:13,0 | 40.      |
| Jessica Diggins                                                 | Sprint         | 2:35,64   | 12.       | 2:38,06     | 3.          | kiesett  | kiesett  | kiesett   | 13.      |
| Kikkan Randall                                                  | Sprint         | 2:36,67   | 18.       | 2:35,70     | 4.          | kiesett  | kiesett  | kiesett   | 18.      |
| Kikkan Randall                                                  | 30 km          |           |           |             |             |          |          | 1:15:10,7 | 28.      |
| Sophie Caldwell Kikkan Randall                                  | Csapatsprint   |           |           |             |             | 16:51,36 | 3.       | 16:48,08  | 8.       |
| Kikkan Randall Sadie Bjornsen Elizabeth Stephen Jessica Diggins | 4 × 5 km váltó |           |           |             |             |          |          | 55:33,4   | 9.       |

* - egy másik versenyzővel azonos eredményt ért el

## Síugrás
Férfi
| Versenyző                                                     | Versenyszám | Selejtező | Selejtező | Selejtező | 1. ugrás | 1. ugrás | 1. ugrás | 2. ugrás | 2. ugrás | 2. ugrás | Összesítés | Összesítés |
| Versenyző                                                     | Versenyszám | Táv       | Pont      | Hely.     | Táv      | Pont     | Hely.    | Táv      | Pont     | Hely.    | Pont       | Helyezés   |
| ------------------------------------------------------------- | ----------- | --------- | --------- | --------- | -------- | -------- | -------- | -------- | -------- | -------- | ---------- | ---------- |
| Nicholas Alexander                                            | Normálsánc  | 90,0      | 100,7     | 40.       | 96,0     | 116,0    | 34.      | kiesett  | kiesett  | kiesett  | kiesett    | kiesett    |
| Nicholas Alexander                                            | Nagysánc    | 120,0     | 96,6      | 30.       | 111,5    | 87,0     | 48.      | kiesett  | kiesett  | kiesett  | kiesett    | kiesett    |
| Nicholas Fairall                                              | Normálsánc  | 80,5      | 77,3      | 50.       | kiesett  | kiesett  | kiesett  | kiesett  | kiesett  | kiesett  | kiesett    | kiesett    |
| Nicholas Fairall                                              | Nagysánc    | 120,0     | 95,7      | 31.       | 119,5    | 108,3    | 35.      | kiesett  | kiesett  | kiesett  | kiesett    | kiesett    |
| Peter Frenette                                                | Normálsánc  | 93,0      | 105,3     | 35.       | 91,5     | 107,2    | 45.      | kiesett  | kiesett  | kiesett  | kiesett    | kiesett    |
| Peter Frenette                                                | Nagysánc    | 111,0     | 80,9      | 43.       | kiesett  | kiesett  | kiesett  | kiesett  | kiesett  | kiesett  | kiesett    | kiesett    |
| Anders Johnson                                                | Normálsánc  | 92,5      | 107,9     | 26.       | 92,0     | 104,2    | 47.      | kiesett  | kiesett  | kiesett  | kiesett    | kiesett    |
| Anders Johnson                                                | Nagysánc    | 112,0     | 91,1      | 36.       | kizárták | kizárták | kizárták | kiesett  | kiesett  | kiesett  | kiesett    | kiesett    |
| Peter Frenette Nick Fairall Anders Johnson Nicholas Alexander | Csapat      |           |           |           | 479,0    | 402,5    | 10.      | kiesett  | kiesett  | kiesett  | kiesett    | kiesett    |

Női
| Versenyző         | Versenyszám | 1. ugrás | 1. ugrás | 1. ugrás | 2. ugrás | 2. ugrás | 2. ugrás | Összesítés | Összesítés |
| Versenyző         | Versenyszám | Táv      | Pont     | Hely.    | Táv      | Pont     | Hely.    | Pont       | Helyezés   |
| ----------------- | ----------- | -------- | -------- | -------- | -------- | -------- | -------- | ---------- | ---------- |
| Sarah Hendrickson | Normálsánc  | 94,0     | 112,4    | 19.      | 91,5     | 105,2    | 21.      | 217,6      | 21.        |
| Jessica Jerome    | Normálsánc  | 97,0     | 116,3    | 12.      | 99,0     | 117,8    | 10.      | 234,1      | 10.        |
| Lindsey Van       | Normálsánc  | 97,0     | 116,4    | 11.      | 94,5     | 110,8    | 15.      | 227,2      | 15.        |

## Snowboard
Parallel
| Versenyző     | Versenyszám                 | Selejtező | Selejtező   | Nyolcaddöntő      | Negyeddöntő       | Elődöntő          | Döntő             | Helyezés    |
| Versenyző     | Versenyszám                 | Idő       | Hely.       | Ellenfél Eredmény | Ellenfél Eredmény | Ellenfél Eredmény | Ellenfél Eredmény | Helyezés    |
| ------------- | --------------------------- | --------- | ----------- | ----------------- | ----------------- | ----------------- | ----------------- | ----------- |
| Justin Reiter | Férfi parallel slalom       | kizárták  | helyezetlen | kiesett           | kiesett           | kiesett           | kiesett           | helyezetlen |
| Justin Reiter | Férfi parallel giant slalom | 1:41,25   | 24.         | kiesett           | kiesett           | kiesett           | kiesett           | 24.         |

Akrobatika
| Versenyző          | Versenyszám      | Selejtező    | Selejtező    | Selejtező    | Elődöntő | Elődöntő | Elődöntő | Döntő    | Döntő    | Helyezés |
| Versenyző          | Versenyszám      | 1. futam     | 2. futam     | Hely.        | 1. futam | 2. futam | Hely.    | 1. futam | 2. futam | Helyezés |
| ------------------ | ---------------- | ------------ | ------------ | ------------ | -------- | -------- | -------- | -------- | -------- | -------- |
| Greg Bretz         | Férfi halfpipe   | 71,75        | 52,50        | 7.           | 83,00    | 44,25    | 2.       | 21,75    | 26,50    | 12.      |
| Danny Davis        | Férfi halfpipe   | 92,00        | 73,75        | 3. D         |          |          |          | 53,00    | 45,25    | 10.      |
| Taylor Gold        | Férfi halfpipe   | 81,50        | 87,50        | 5.           | 26,00    | 60,75    | 8.       | kiesett  | kiesett  | 14.      |
| Shaun White        | Férfi halfpipe   | 95,75        | 70,75        | 1. D         |          |          |          | 35,00    | 90,25    | 4.       |
| Shaun White        | Férfi slopestyle | visszalépett | visszalépett | visszalépett | kiesett  | kiesett  | kiesett  | kiesett  | kiesett  | kiesett  |
| Charles Guldemond  | Férfi slopestyle | 86,00        | 19,25        | 5.           | 13,25    | 79,75    | 7.       | kiesett  | kiesett  | 15.      |
| Sage Kotsenburg    | Férfi slopestyle | 86,50        | 81,50        | 8.           | 89,00    | 90,50    | 2.       | 93,50    | 83,25    |          |
| Ryan Stassel       | Férfi slopestyle | 81,00        | 28,75        | 9.           | 83,25    | 81,75    | 6.       | kiesett  | kiesett  | 14.      |
| Kelly Clark        | Női halfpipe     | 92,25        | 95,00        | 1. D         |          |          |          | 48,25    | 90,75    |          |
| Kaitlyn Farrington | Női halfpipe     | 87,00        | 34,50        | 4.           | 87,50    | 53,25    | 1.       | 85,75    | 91,75    |          |
| Arielle Gold       | Női halfpipe     | nem indult   | nem indult   | 28.          | kiesett  | kiesett  | kiesett  | kiesett  | kiesett  | 28.      |
| Hannah Teter       | Női halfpipe     | 90,25        | 92,00        | 2. D         |          |          |          | 90,50    | 26,75    | 4.       |
| Jamie Anderson     | Női slopestyle   | 93,50        | nem indult   | 2. D         |          |          |          | 80,75    | 95,25    |          |
| Jessika Jensen     | Női slopestyle   | 34,00        | 58,50        | 7.           | 72,00    | 50,50    | 5.       | kiesett  | kiesett  | 13.      |
| Karly Shorr        | Női slopestyle   | 45,00        | 84,75        | 4. D         |          |          |          | 39,00    | 75,00    | 6.       |
| Ty Walker          | Női slopestyle   | 1,00         | nem indult   | 11.          | 66,00    | 43,75    | 6.       | kiesett  | kiesett  | 14.      |

Snowboard cross
| Versenyző          | Versenyszám | Selejtező     | Selejtező | Nyolcaddöntő | Negyeddöntő | Elődöntő | Döntő       | Helyezés |
| Versenyző          | Versenyszám | Idő           | Hely.     | Helyezés     | Helyezés    | Helyezés | Helyezés    | Helyezés |
| ------------------ | ----------- | ------------- | --------- | ------------ | ----------- | -------- | ----------- | -------- |
| Nick Baumgartner   | Férfi       | törölve       | törölve   | 4.           | kiesett     | kiesett  | kiesett     | 25.      |
| Alex Deibold       | Férfi       | törölve       | törölve   | 3.           | 3.          | 3.       | 3.          |          |
| Nate Holland       | Férfi       | törölve       | törölve   | 4.           | kiesett     | kiesett  | kiesett     | 25.      |
| Trevor Jacob       | Férfi       | törölve       | törölve   | 1.           | 2.          | 4.       | 3.          | 9.       |
| Faye Gulini        | Női         | 1:23,96       | 9.        |              | 3.          | 3.       | Kisdöntő 4. | 9.       |
| Jackie Hernandez   | Női         | nem ért célba | 23.       |              | nem indult  | kiesett  | kiesett     | 23.      |
| Lindsey Jacobellis | Női         | 1:21,40       | 2.        |              | 1.          | 6.       | 1.          | 7.       |

## Szánkó
| Versenyző                                                    | Versenyszám  | 1. futam | 1. futam | 2. futam | 2. futam | 3. futam | 3. futam | 4. futam | 4. futam | Összesítés | Összesítés |
| Versenyző                                                    | Versenyszám  | Idő      | Hely.    | Idő      | Hely.    | Idő      | Hely.    | Idő      | Hely.    | Idő        | Helyezés   |
| ------------------------------------------------------------ | ------------ | -------- | -------- | -------- | -------- | -------- | -------- | -------- | -------- | ---------- | ---------- |
| Aidan Kelly                                                  | Férfi egyes  | 53,275   | 26.      | 53,192   | 26.      | 52,756   | =24.     | 52,576   | 22.      | 3:31,799   | 24.        |
| Chris Mazdzer                                                | Férfi egyes  | 52,744   | 10.      | 52,643   | 12.      | 52,369   | 17.      | 52,198   | 10.      | 3:29,954   | 13.        |
| Tucker West                                                  | Férfi egyes  | 53,142   | 21.      | 52,966   | 23.      | 52,413   | 18.      | 52,696   | 25.      | 3:31,217   | 22.        |
| Preston Griffall Matt Mortensen                              | Kettes       | 50,637   | 14.      | 51,066   | 14.      |          |          |          |          | 1:41,703   | 14.        |
| Christian Niccum Jayson Terdiman                             | Kettes       | 50,354   | 11.      | 50,591   | 13.      |          |          |          |          | 1:40,945   | 11.        |
| Summer Britcher                                              | Női egyes    | 51,222   | 19.      | 50,930   | 16.      | 51,082   | 16.      | 50,909   | 14.      | 3:24,143   | 15.        |
| Erin Hamlin                                                  | Női egyes    | 50,356   | 2.       | 50,276   | 3.       | 50,165   | 3.       | 50,348   | 3.       | 3:21,145   |            |
| Kate Hansen                                                  | Női egyes    | 50,794   | 10.      | 50,581   | 11.      | 50,793   | 13.      | 50,499   | 6.       | 3:22,667   | 10.        |
| Erin Hamlin Chris Mazdzer Christian Niccum / Jayson Terdiman | Vegyes váltó |          |          |          |          |          |          |          |          | 2:47,555   | 6.         |

## Szkeleton
| Versenyző         | Versenyszám | 1. futam | 1. futam | 2. futam | 2. futam | 3. futam | 3. futam | 4. futam | 4. futam | Összesítés | Összesítés |
| Versenyző         | Versenyszám | Idő      | Hely.    | Idő      | Hely.    | Idő      | Hely.    | Idő      | Hely.    | Idő        | Helyezés   |
| ----------------- | ----------- | -------- | -------- | -------- | -------- | -------- | -------- | -------- | -------- | ---------- | ---------- |
| Matthew Antoine   | Férfi       | 56,89    | 3.       | 56,95    | =5.      | 56,69    | 4.       | 56,73    | 6.       | 3:47,26    |            |
| John Daly         | Férfi       | 56,91    | 4.       | 56,67    | 3.       | 56,99    | 8.       | 58,54    | 20.      | 3:49,11    | 15.        |
| Kyle Tress        | Férfi       | 57,85    | 20.      | 58,13    | 23.      | 57,76    | 17.      | kiesett  | kiesett  | 2:53,74    | 21.        |
| Noelle Pikus-Pace | Női         | 58,68    | 3.       | 58,65    | 2.       | 58,25    | 3.       | 58,28    | 4.       | 3:53,86    |            |
| Katie Uhlaender   | Női         | 58,83    | 4.       | 58,75    | =3.      | 58,41    | 7.       | 58,35    | 6.       | 3:54,34    | 4.         |